# Vladimir Putin
Vladimir Vladimirovič Putin (rusky  Влади́мир Влади́мирович Пу́тин; * 7. října 1952 Leningrad) je ruský politik, který je západním společenstvím často považován za diktátora, v letech 2000–2008 a znovu od roku 2012 prezident Ruské federace.
V letech 1985–1990 byl činný jako příslušník sovětské tajné služby KGB v Německé demokratické republice. Po rozpadu Sovětského svazu započal politickou kariéru v rodném Petrohradě a později působil v Moskvě jako poradce tehdejšího prezidenta Borise Jelcina. V roce 1998 byl Jelcinem jmenován ředitelem Federální služby bezpečnosti (FSB). V letech 1999 a 2000 působil v úřadu premiéra, po Jelcinově rezignaci na konci roku 1999 se z pozice premiéra stal dočasně úřadujícím prezidentem, následně byl roku 2000 prezidentem zvolen a v úřadu potvrzen dalšími volbami roku 2004. Následující funkční období v letech 2008–2012 byl prezidentem Dmitrij Medveděv a Putin se ujal funkce premiéra. V roce 2012 došlo k vzájemné výměně na těchto postech, Medvěděv se stal premiérem a Putin byl opět zvolen do prezidentského úřadu. Tyto události provázely rozsáhlé protesty proti oběma představitelům, které vypukly v souvislosti se zprávami o manipulaci parlamentních voleb v prosinci 2011. V úřadu prezidenta byl potvrzen volbami v březnu 2018 na šest let do roku 2024. Roku 2021 byla provedena úprava ústavy, která Putinovi umožňuje kandidovat i na funkční období 2024–2030 a 2030–2036.
Svou politickou moc Putin opírá o politickou stranu Jednotné Rusko, která je od roku 2003 nejsilnější v Dumě, a dále o určité kruhy oligarchů a tzv. „siloviků“ z prostředí bezpečnostních složek. Ideologický základ, kterým je určována podoba politického systému v Rusku v období Putinovy vlády, bývá označován jako putinismus.
Během Putinovy vlády (ať už z pozice prezidenta či premiéra) se Rusko zapojilo do několika válek a jiných vojenských akcí, z nichž nejvýznamnější jsou druhá čečenská válka (1999–2009), rusko-gruzínská válka (2008), anexe ukrajinského poloostrova Krym (2014), intervence v syrské občanské válce (od roku 2015) a invaze na Ukrajinu (2022), po jejímž zahájení jej britský premiér Boris Johnson označil za diktátora. V září 2022 poprvé od druhé světové války vyhlásil na ruském území částečnou mobilizaci. Ve shodě s rezolucí Parlamentního shromáždění Rady Evropy byl v listopadu téhož roku ruský režim označen zahraničním výborem české sněmovny za teroristický.
V březnu 2023 na něj Mezinárodní trestní soud v Haagu vydal zatykač; viní ho z odpovědnosti za útoky na ukrajinskou civilní infrastrukturu i únosy ukrajinských dětí.

## Osobní život
Narodil se 7. října 1952 v sovětském Leningradu. Dle vlastních slov byl na přání své matky pokřtěn tajně, aby o tom nevěděl jeho otec, který byl členem Komunistické strany (KSSS). V otázce Putinova etnického původu přišel estonský historik a propagátor ugrofinského kmenového hnutí Jaak Prozes v roce 2008 na zpravodajském webu Delfi s teorií, že je původem Veps, a v roce 2015 o tom napsal knihu. Podobné teorie se již předtím objevovaly v ruských a estonských novinách a na internetových fórech. Když se básník Mikul Armanov Putina zeptal, zda je Veps, neodpověděl; prezidentská administrativa na informaci rovněž nijak nereagovala a oficiální Putinův životopis dohady o ugrofinských kořenech nijak nepodporuje. Putinovi rodiče pocházeli z vesnice Pominovo nedaleko Tveru, v regionu, který je znám jako sídlo Karelů. Oba jeho rodiče byli dělníky. Otec bojoval jako voják Rudé armády ve druhé světové válce, v zimě 1942 byl těžce raněn při obraně rodného města. Matka přežila celé období německé blokády Leningradu. Putin měl i dva sourozence, narozené ve 30. letech. Jeden bratr však zemřel pár měsíců po narození a druhý zemřel na záškrt při obležení Leningradu. Putinova babička byla zabita německými vojáky a jeho strýcové z matčiny strany zahynuli na frontě.
Vladimir Putin se oženil 28. července 1983 s Ljudmilou Alexandrovnou Škrebněvovou, učitelkou francouzštiny a španělštiny, bývalou letuškou. Do manželství se narodily dcery Marie (nar. 1985) a Jekatěrina (nar. 1986). V roce 2014 se manželé rozvedli. Již v roce 2008 bulvární list Moskovskij Koresponděnt informoval o jeho tajném vztahu s ruskou gymnastkou Alinou Kabajevovou, která se později odstěhovala do Švýcarska i se čtyřmi dětmi. Podle oficiálně neověřených zdrojů by Putin mohl být otcem všech potomků gymnastky a bývalé poslankyně, jak např. v roce 2022 uvedl zpravodajský portál News.com. Oba se poprvé setkali v roce 2004, kdy se Kabajevová stala olympijskou šampionkou. Šířily se také pověsti o jeho blízkém přátelství s Wendi Dengovou, exmanželkou mediálního magnáta Ruperta Murdocha.
Od roku 2000 až do roku 2014 vlastnil fenu labradorského retrívra jménem Konni. Konni se dle všeho stala součástí jeho rodiny a často se se svým majitelem účastnila jednání nebo rozhovorů.

## Působení v KGB

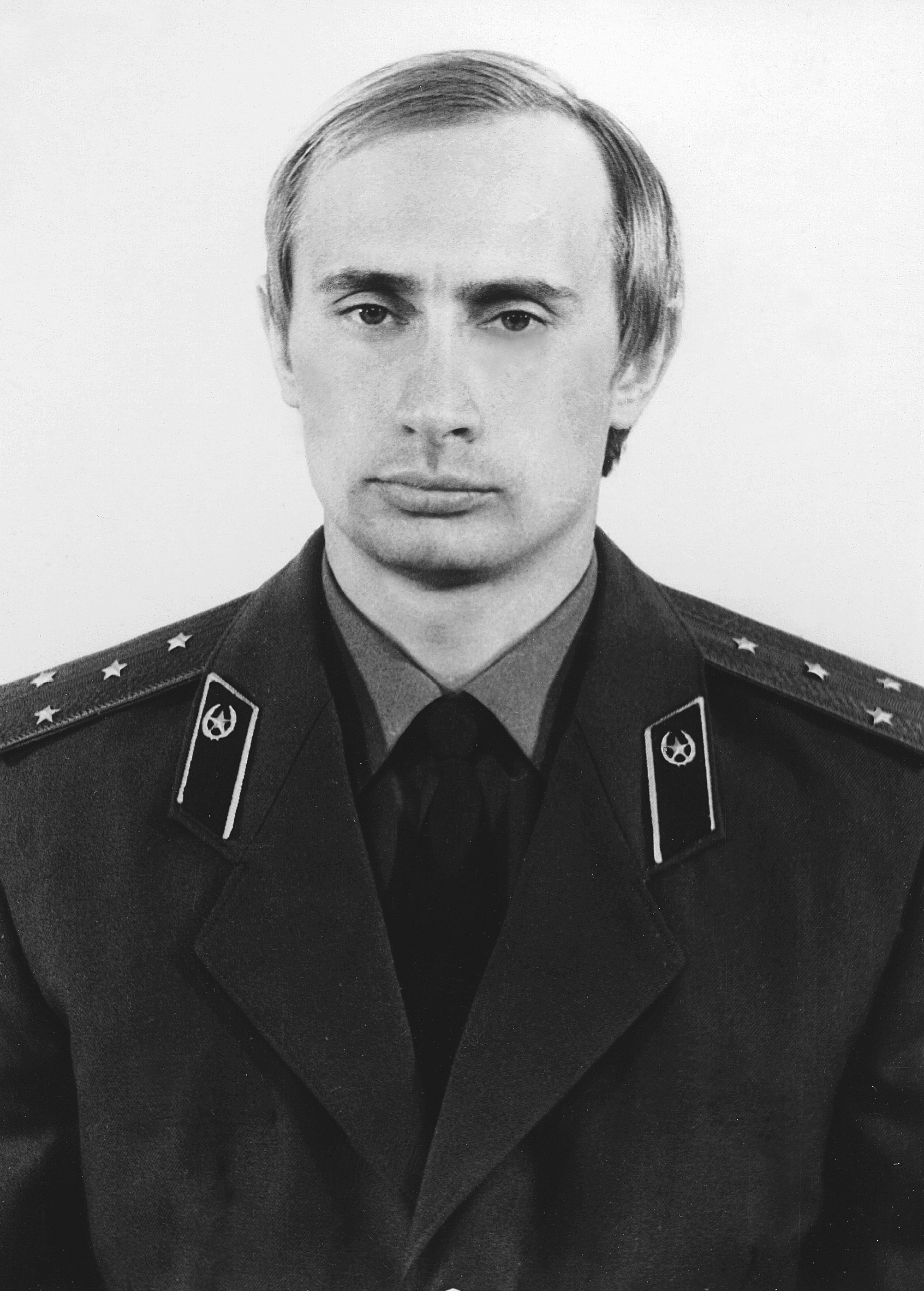
Vladimir Putin v uniformě KGB (cca 1980)

Putin ukončil v roce 1975 studium práv na Leningradské státní univerzitě. Již v průběhu studia na vysoké škole se stal členem sovětské tajné služby KGB a Komunistické strany Sovětského svazu (KSSS). Členem KSSS zůstal až do rozpadu Sovětského svazu roku 1991. V letech 1985–1990 působil jako sovětský agent na území Německé demokratické republiky (NDR), a to v Drážďanech. Zabýval se zde především průmyslovou špionáží. Během svého pobytu v Německu dále zlepšil své znalosti němčiny. Podle zpráv hovoří tímto jazykem velmi dobře. Po zhroucení východoněmeckého režimu se Putin vrátil do SSSR a ve službách KGB dále působil na oddělení mezinárodních vztahů Leningradské státní univerzity.

## Politická kariéra
Putinova éra je od počátku spjata s kontrolou tisku a médií a s mocensky motivovaným bojem proti některým oligarchům, kteří se k bohatství a politickému vlivu dostali již v 90. letech. Je také spjata s pokračováním a ukončením války v Čečensku. Putin udržuje těsné vztahy s Ruskou pravoslavnou církví; za jeden ze svých úspěchů pokládá sjednocení exilové a domácí ruské pravoslavné církve v květnu 2007. Časopis Time jej v roce 2007 vyhlásil Osobností roku. V roce 2012 byl pak komentátorem časopisu Forbes označen za „nejnesympatičtějšího člověka na světě“ a přirovnán ke Stalinovi. Proti vládě Vladimira Putina se od samého počátku ohrazovala ruská opozice.
Putin si začal budovat mediální obraz silného, zdravého a aktivního vůdce, což vzdáleně připomíná tzv. „kult osobnosti“ z komunistické doby. Často se objevoval v televizi při různých sportovních aktivitách, jakými jsou např. rybolov, střelba, ale i judo. Jako věřící a abstinent byl často zmiňován jako vzor pro mnohé Rusy. Putin rozvíjel dobré vztahy s dalšími světovými státníky tehdejších let. Vztahy s nimi ochladly až s plánem výstavby americké raketové a radarové základny ve střední Evropě (tj. v Polsku a Česku) a s konfliktem v Gruzii v srpnu roku 2008.

### Raná politická kariéra
V roce 1991 Putin opustil na vlastní žádost KGB a nastoupil na odbor vnějších vztahů na petrohradské radnici, kterou v té době vedl Anatolij Sobčak, dřívější předseda leningradské městské rady a po roce 1991 první demokraticky zvolený starosta Petrohradu. Během pokusu o puč proti Gorbačovovi v roce 1991 se Putin postavil na Sobčakovu a Jelcinovu stranu, což mu po potlačení puče významně pomohlo v jeho další kariéře.
Dne 25. července 1998 byl jmenován šéfem ruské bezpečnostní služby FSB (nástupkyně KGB), v jejímž čele stál asi rok do srpna 1999.

### Politický vzestup za druhé čečenské války 1999
Putinova politická kariéra dostala impuls v letech 1999–2000, když mu bylo svěřeno řešení situace vzniklé ve spojitosti s druhou čečenskou válkou. Část čečenských separatistů v čele s Achmatem Kadyrovem přešla během druhé čečenské války na stranu Ruska a Kadyrov byl Putinem jmenován hlavou čečenské správy. Putinův tvrdý postup v této otázce ho dostal do povědomí širokých vrstev ruského obyvatelstva a zajistil mu zvýšenou popularitu. Podle názoru Tomáše Šmída, politologa fakulty sociálních studií Masarykovy univerzity, ale „Jelcin nebo Putin vraždili Čečence a Rusy žijící v Čečensku po desetitisících“.

### Předseda vlády a prezident

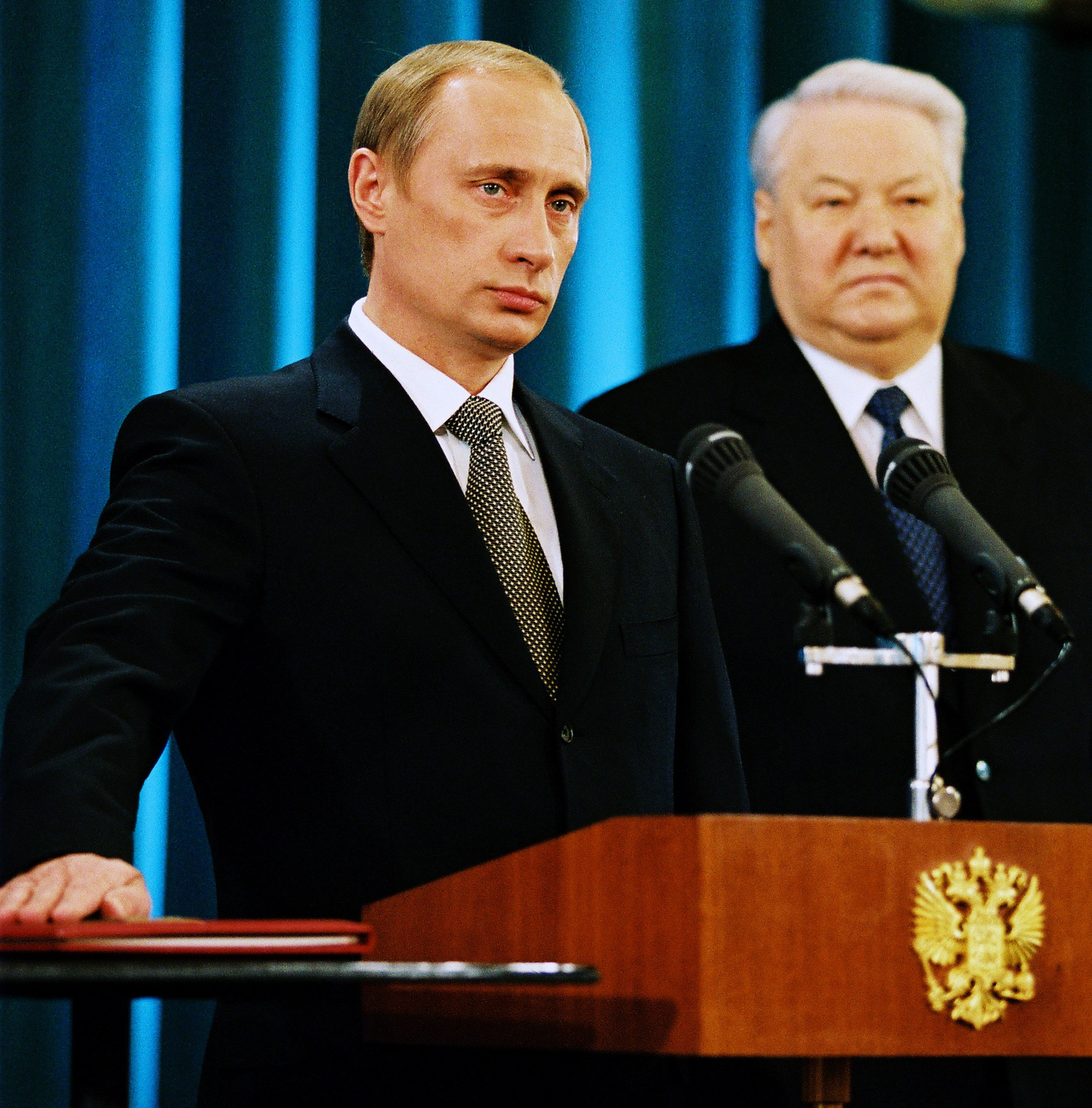
Vladimir Putin skládá první prezidentskou přísahu po boku Borise Jelcina

Od 16. srpna 1999 vykonával Putin úřad premiéra, po abdikaci prezidenta Borise Jelcina 31. prosince 1999 se stal úřadujícím prezidentem. Po vítězství v prezidentských volbách 26. března 2000 se stal řádným prezidentem od 7. května téhož roku, druhé funkční období zastával po vítězství v prezidentských volbách 14. března 2004 od 7. května 2004 do 7. května 2008. Od 8. května 2008 do 7. května 2012 zastával funkci předsedy vlády. Od 7. května 2012 zastává opět funkci prezidenta RF.

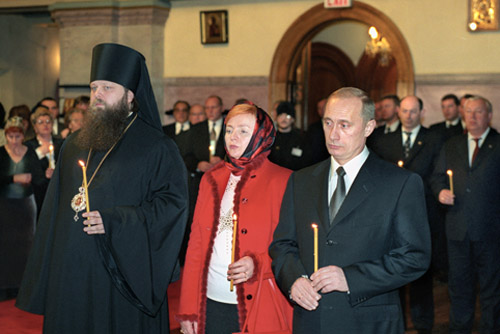
Putin a jeho žena uctívají v říjnu 2001 v pravoslavném chrámu památku obětí teroristických útoků 11. září 2001

Za jeho vlády se Rusko vymanilo z 15 let trvající hospodářské krize. Nepodařilo se sice vyřešit všechny problémy svazující ruskou ekonomiku v období vlády Borise Jelcina, ale hospodářství se zbavilo některých chronických nedostatků, které je trápily. Již v prvním roce působení v prezidentském křesle nastartoval Putin ruskou ekonomiku tak, že experti mluvili o hospodářském zázraku. Tento vzestup úzce souvisel s tehdy stoupajícími cenami energetických surovin, hlavně zemního plynu a ropy.
První velký propad Putinovy popularity přišel v srpnu 2000, kdy byl kritizován za přístup k havárii jaderné ponorky K-141 Kursk. Ačkoliv norská vláda nabízela záchranu 118členné posádky, Vladimir Putin na nabídku nereagoval a užíval si dovolenou v Soči. Do Moskvy přijel až čtyři dny po havárii.
Největším kritikem přístupu Vladimira Putina k havárii se stal kanál ORT Borise Berezovského. Vladimir Putin to vnímal jako zradu, jelikož Berezovského považoval za přítele, a od té doby začalo jejich nepřátelství.
Velké diskuze se vedly okolo Putinova nástupce ve funkci ruského prezidenta od května 2008. Kandidáty byli například Sergej Ivanov nebo premiér Viktor Zubkov. jeho nástupcem se nakonec stal vicepremiér Dmitrij Medveděv, dlouholetý Putinův spolupracovník již od dob Putinova působení v Petrohradě (Sankt-Petěrburgu). Medveděv požádal Putina, aby se po vypršení prezidentského mandátu stal ruským premiérem. Sám Putin vedl svou politickou stranu Jednotné Rusko do prosincových parlamentních voleb, které strana vyhrála s výrazným ziskem 63,5 % hlasů.
Putin opakovaně hodnotil velmi negativně represe Stalinova režimu, které si vyžádaly miliony obětí, a například v roce 2009 prohlásil:
| „                      | "K represím docházelo – to je fakt. A trpěly při nich miliony našich spoluobčanů. A takový způsob vládnutí, dosahování cílů je nepřípustný. To je nemožné. A bezpochyby jsme se v této době setkali nejen s kultem osobnosti, ale s masovými zločiny vůči vlastnímu národu – to je také fakt. A na to nesmíme zapomínat." | “ |
| — Vladimir Putin, 2009 | |   |

### Třetí období ve funkci prezidenta

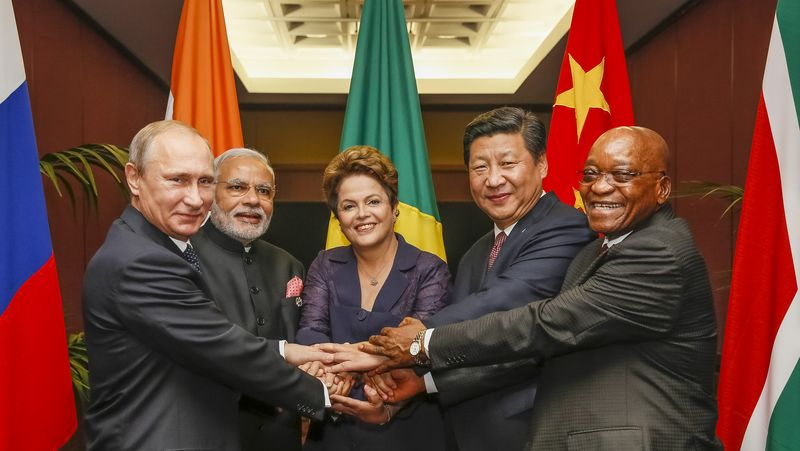
Putin na setkání představitelů států BRICS, 15. listopadu 2014

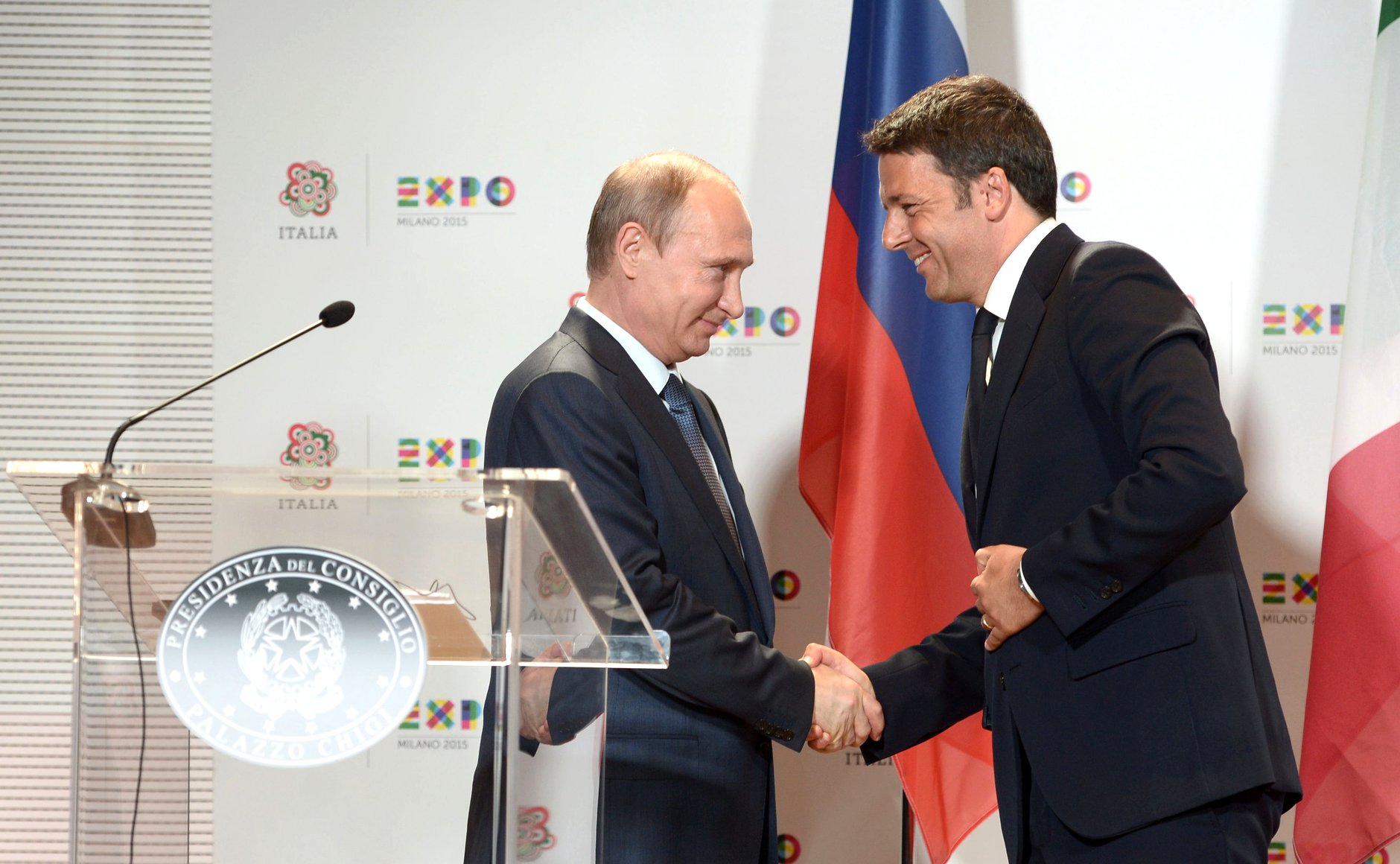
Putin a italský premiér Matteo Renzi na Expo 2015 v Miláně, 10. června 2015

Napětí mezi Ruskou federací a USA vzrostlo v červnu 2013, poté, co v Rusku vyhledal útočiště Edward Snowden. Odlišné pohledy se projevily rovněž po vypuknutí občanské války v Sýrii – představitelé USA tehdy označili použití chemických zbraní Asadovým režimem za důvod k vojenské intervenci – Putin následně v komentáři pro list The New York Times argumentoval, že chemické zbraně nepoužila syrská armáda, ale opoziční síly, načež se americkým a ruským diplomatům podařilo zprostředkovat dohodu, podle které byly syrské chemické zbraně zneškodněny.
Poté, co 22. února 2014 byl po opozičních protestech na Ukrajině ukrajinský prezident Viktor Janukovyč sesazen z funkce, podle některých názorů protiústavně, a uprchl do Ruska, odmítl Putin uznat legitimitu nově ustavené ukrajinské vlády. V noci z 22. na 23. února pak ruským bezpečnostním složkám nařídil přípravu obsazení Krymu. V březnu 2014 obsadili neoznačení ruští vojáci a proruské milice území ukrajinské autonomní oblasti Krym mimo smluvní námořní základnu a jiná stanoviště ruských ozbrojených sil. Poté bylo na Krymu uspořádáno referendum, na základě jehož výsledků Krym vyhlásil samostatnost a požádal o začlenění do Ruské federace. Západní vlády reagovaly krom jiného zavedením ekonomických sankcí vůči Rusku. 18. května 2014 prohlásil Putin, že Krym byl vždy součástí Ruska a následně schválil připojení Krymu k Ruské federaci. Poté se rozhořela válka na východní Ukrajině. Od určité fáze tohoto konfliktu začalo Rusko podle některých svědectví aktivně vojensky, materiálně a také diplomaticky podporovat separatisty na východní Ukrajině v jejich snaze vytvořit tzv. Nové Rusko. Průzkum veřejného mínění z ledna 2015, který zadal Taras Berezovec, ukrajinský politolog a stoupenec navrácení Krymu Ukrajině, zjistil že většina oslovených obyvatel Krymu podporuje připojení Krymu k Rusku.
V červnu 2015 Putin ostře odmítl úvahy, že se Rusko chystá napadnout bývalé sovětské pobaltské republiky nebo jiné státy. Také obvinil Spojené státy, že tyto obavy podporují.
| „                                                                                             | "Myslím, že jen šílenec a pouze ve snech si může představit, že by mohlo Rusko náhle napadnout NATO. Domnívám se, že některé země prostě využívají strachu z Ruska." | “ |
| — Vladimir Putin, V rozhovoru, který otiskl italský deník Corriere della Sera, 6. června 2015 | |   |

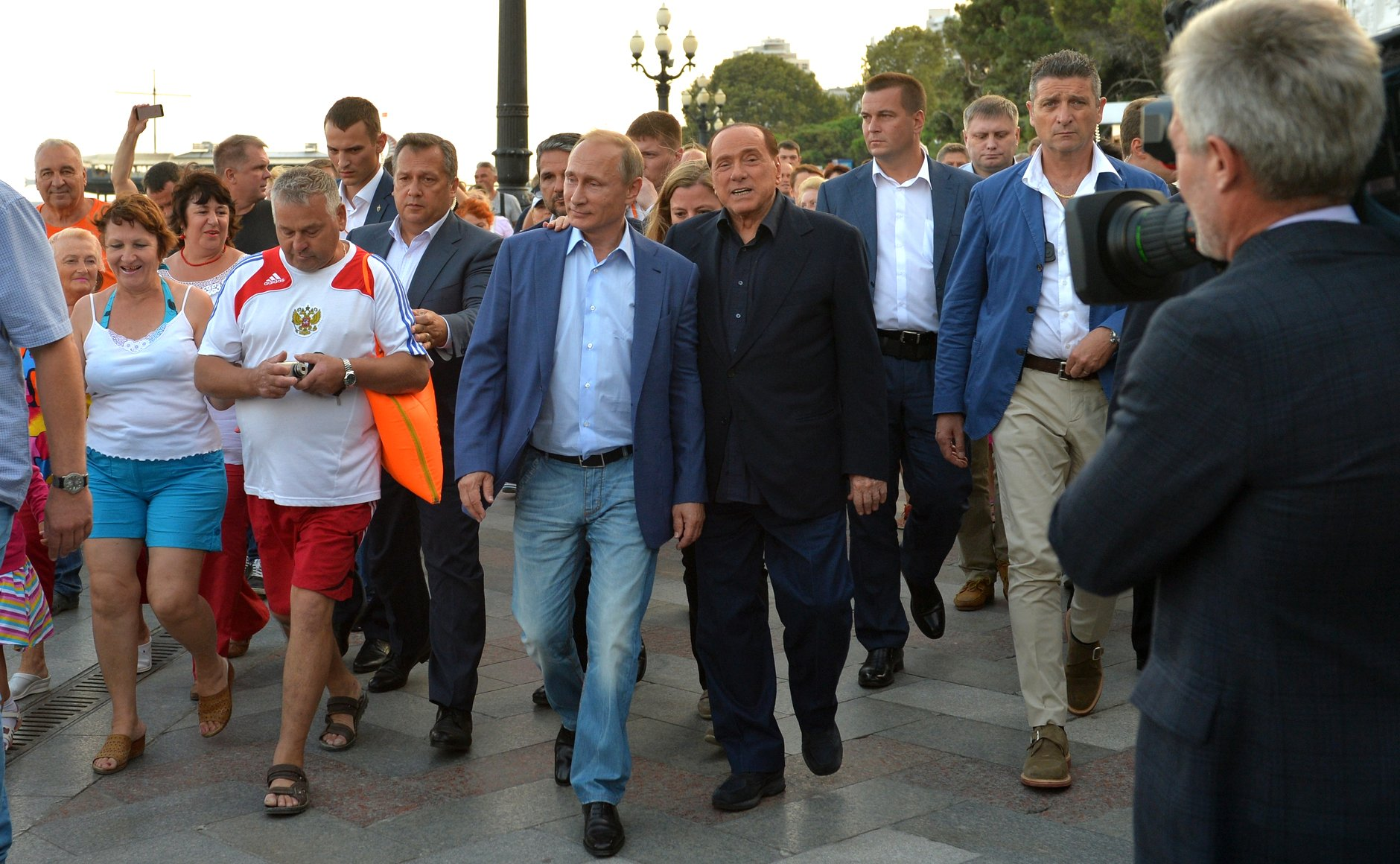
Putin a bývalý italský premiér Silvio Berlusconi na anektovaném Krymu 11. září 2015

V lednu 2016 Putin během setkání se svými příznivci ve Stavropolu kritizoval Lenina a bolševickou stranu za vraždu ruského cara a jeho rodiny a za represe proti pravoslavné církvi. Zároveň prohlásil, že když sloužil v KGB, tak věřil komunistickým ideálům o „rovné a spravedlivé společnosti“, které se podle něj podobají tomu co hlásá bible, ale že realita života v Sovětském svazu byla ideálům socialistických utopistů hodně vzdálená. Zároveň prohlásil, že komunistické a socialistické ideje o „rovné a spravedlivé společnosti“, které mu svým myšlenkovým obsahem připomínají bibli, se mu líbí dodnes, a stále si uchovává stranickou legitimaci.

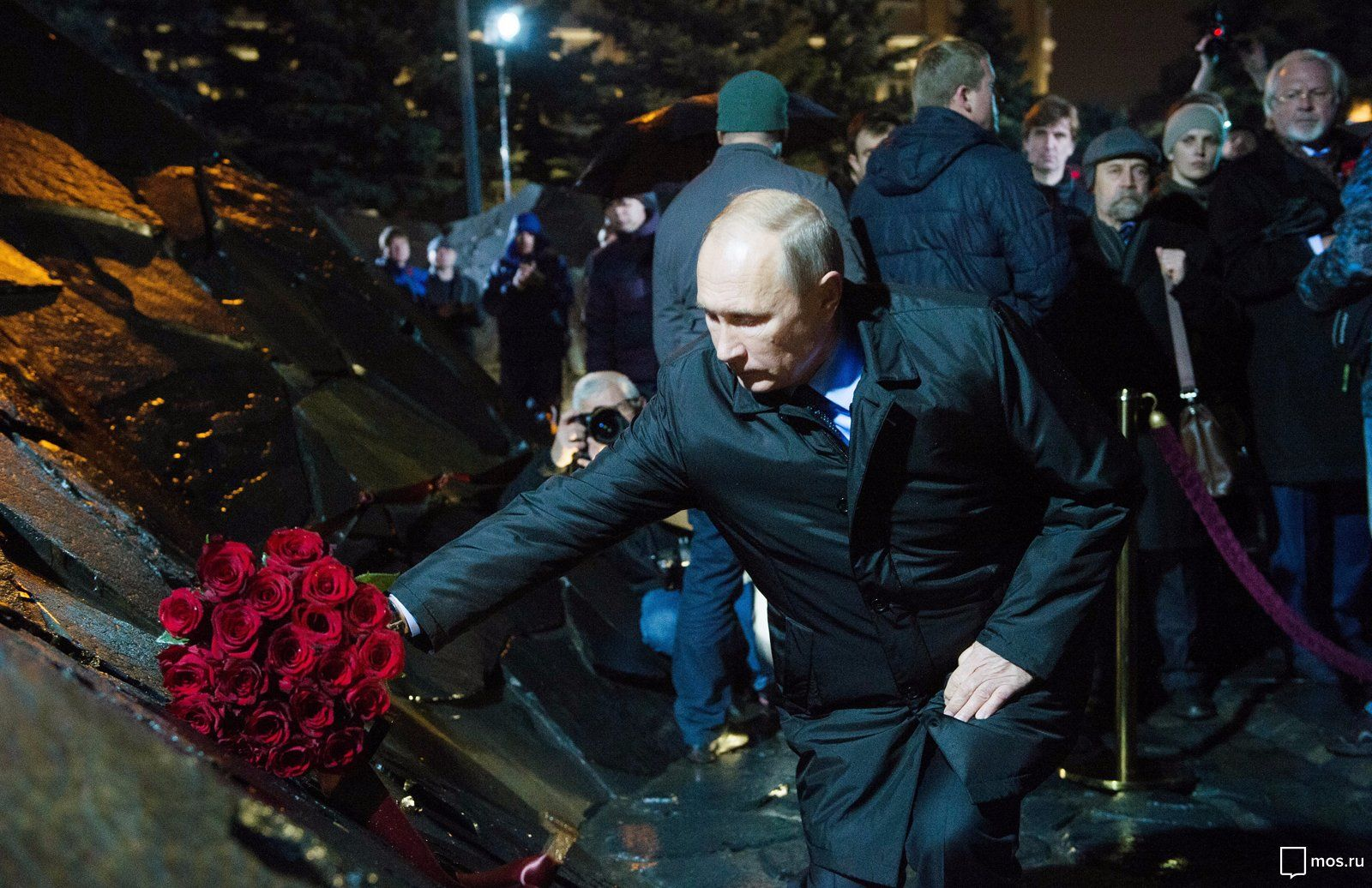
Putin odhaluje v Moskvě památník obětem velké stalinské čistky, 30. října 2017

Putin v minulosti opakovaně odsoudil stalinské represe, ale zároveň chápe sovětské vítězství pod vedením Stalina ve druhé světové válce jako otázku přežití ruského národa a na setkání ve Stavropolu řekl: „Myslím, že kdyby neexistovala koncentrace celostátních zdrojů, Sovětský svaz by se nemohl připravit na válku s nacistickým Německem. A byla by tu velká pravděpodobnost porážky s katastrofálními důsledky pro naši státnost, pro ruský národ a další národy Sovětského svazu.“
Dne 6. prosince 2017 Vladimir Putin oznámil, že v prezidentských volbách v březnu 2018 bude opět kandidovat na hlavu státu jako nezávislý kandidát. Podle některých ruských komentátorů se údajně rozhodl pro tuto možnost, aby byl vnímán jako nadstranický kandidát.

### Čtvrté období ve funkci prezidenta

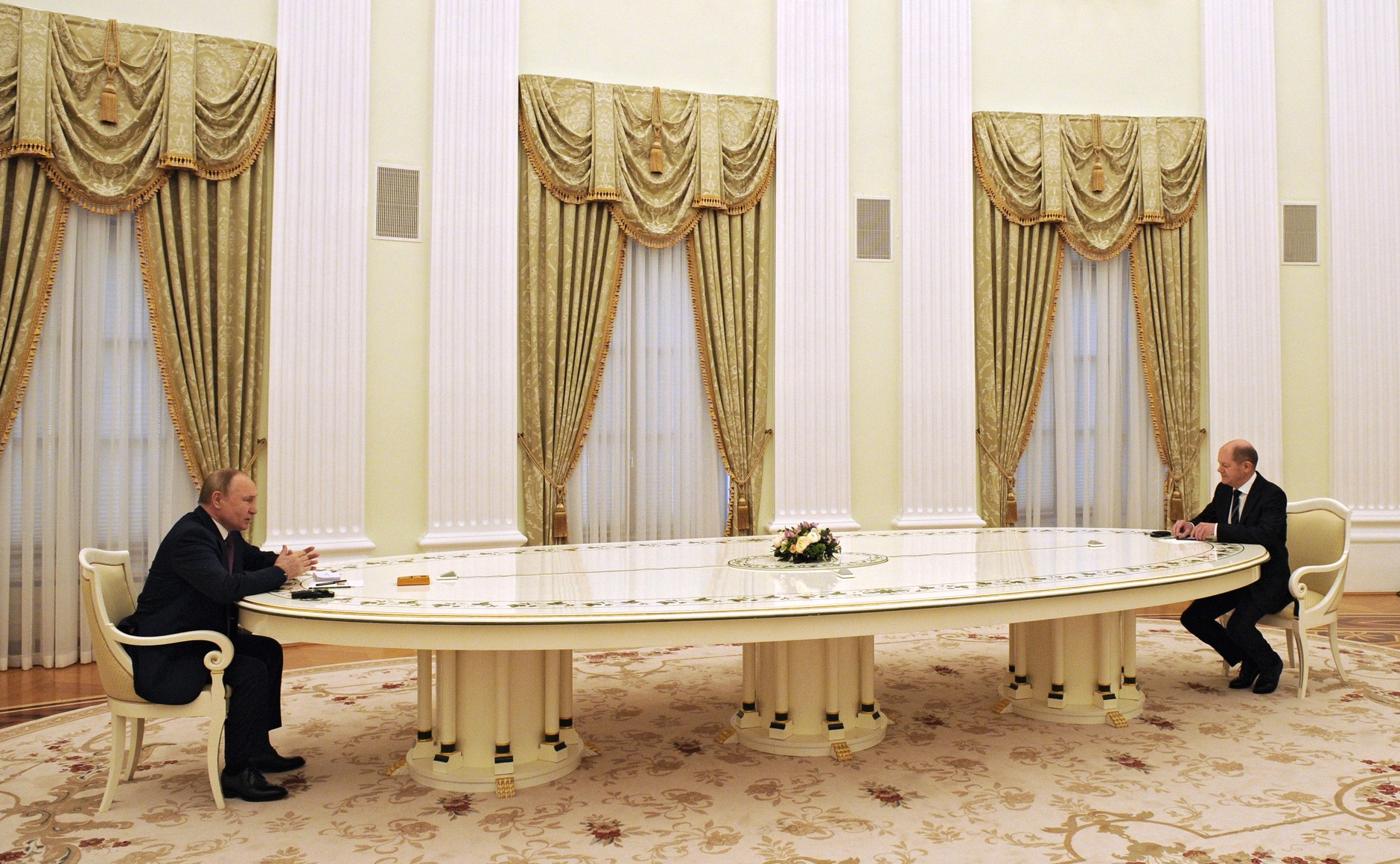
Putin a německý kancléř Olaf Scholz v Moskvě 16. února 2022, několik dní před invazí na Ukrajinu

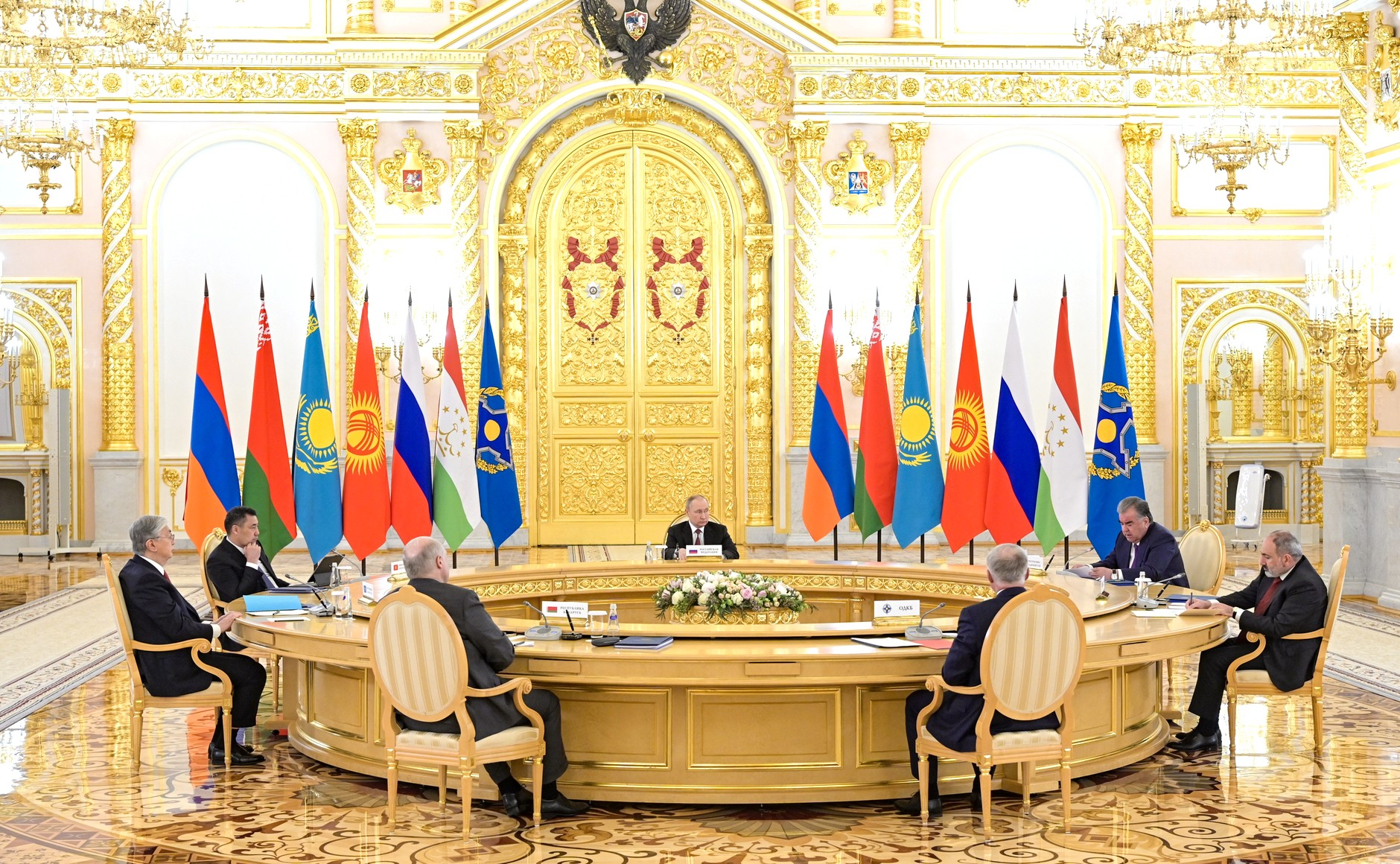
Putin na zasedání členů OSKB v Moskvě 16. května 2022

Putin byl v úřadu prezidenta Ruské federace potvrzen volbami v březnu 2018 na šest let do roku 2024.
Po demisi ruské vlády a jejího předsedy Dmitrije Medveděva jmenoval Putin 16. ledna 2020 dosavadního vedoucího Federální daňové služby Michaila Mišustina novým premiérem. Medveděv se stal místopředsedou Bezpečnostní rady státu, které sám Putin předsedá.
V dubnu 2020 se mělo uskutečnit referendum o změnách ústavy, avšak kvůli pandemii covidu-19 bylo odloženo na konec června a 1. července. Voliči ve všelidovém hlasování návrhy ústavních změn schválili 77 % hlasů. Tyto změny mj. Putinovi umožňují kandidovat i ve volbách v letech 2024 a 2030 a případně tak setrvat ve funkci až do roku 2036, ale zavedly také povinné zvyšování důchodů a pravidlo, že minimální mzda nemůže být nižší než životní minimum. Voliči schvalovali všechny změny najednou.
V listopadu 2021 Putin odmítl jako „alarmistická“ varování západních zpravodajských služeb, že Rusko plánuje invazi na Ukrajinu. Během setkání s běloruským prezidentem Lukašenkem dne 18. února 2022, několik dní před invazí na Ukrajinu, Putin tvrdil, že ruská vojska shromážděná u ukrajinských hranic se pouze účastní obranného vojenského cvičení a pro nihoho nepředstavují hrozbu.
V projevu, ve kterém 24. února 2022 oznámil, že nařídil „speciální vojenskou operaci“ na Ukrajině, Putin tvrdil, že cílem operace je ochrana ruskojazyčného obyvatelstva na východě Ukrajiny, které je údajně ohroženo genocidou ze strany „nacistického“ režimu v Kyjevě, který je podle Putina pod kontrolou NATO, a dále obrana Ruska před „kolektivním Západem“, který se údajně snaží využít Ukrajinu jako základnu k útoku na Rusko a k jeho zničení. V projevu Putin uvedl, že Rusko nemá v plánu okupovat ukrajinské území. Putinova slova o snaze „ochránit“ ruskojazyčné obyvatele na Ukrajině byla v přímém rozporu se skutečností, že ruská armáda během invaze bombardovala a ničila převážně ruskojazyčná města na východě Ukrajiny jako Charkov, Oděsu nebo Mariupol, ve kterých většinu obyvatel tvořili etničtí Rusové nebo ruskojazyční Ukrajinci.
Dne 4. března 2022 podepsal zákon o trestní odpovědnosti za šíření „nepravdivých informací“ o ruských ozbrojených silách, který postihuje šíření nepravdivých informací pokutou až 1,5 milionů rubů nebo třemi roky vězení, a jejich vytváření až 15 lety vězení. Co je nepravdivá informace stanovuje ruská vláda. Moskevský zastupitel Alexej Gorinov, který byl odsouzen k sedmi letům věznění, protože 15. března na jednání zastupitelstva kritizoval válku a vyzval k jejímu zastavení, se stal prvním Rusem, který byl stíhán na základě březnového zákona proti šíření „nepravdivých informací“. Podle organizace Human Rights Watch se jedná o „evidentně politicky motivovaný rozsudek, jehož cílem je zastrašit a umlčet veřejnost.“ Ruský opoziční politik Ilja Jašin byl potrestán osmi a půl roky vězení, protože podle ruské prokuratury šířil nepravdivé informace o ruských ozbrojených silách na Ukrajině, když ve videu na YouTube hovořil o válečných zločinech ruské armády. Kvůli kritice války na Ukrajině bylo ke konci roku 2022 trestně stíháno na základě zákona o šíření „nepravdivých informací“ několik tisíc Rusů, například rockový zpěvák Jurij Ševčuk, výtvarnice Alexandra Skočilenková, novinář Alexandr Něvzorov, herec Artur Smoljaninov nebo novinář a politik Vladimir Kara-Murza.

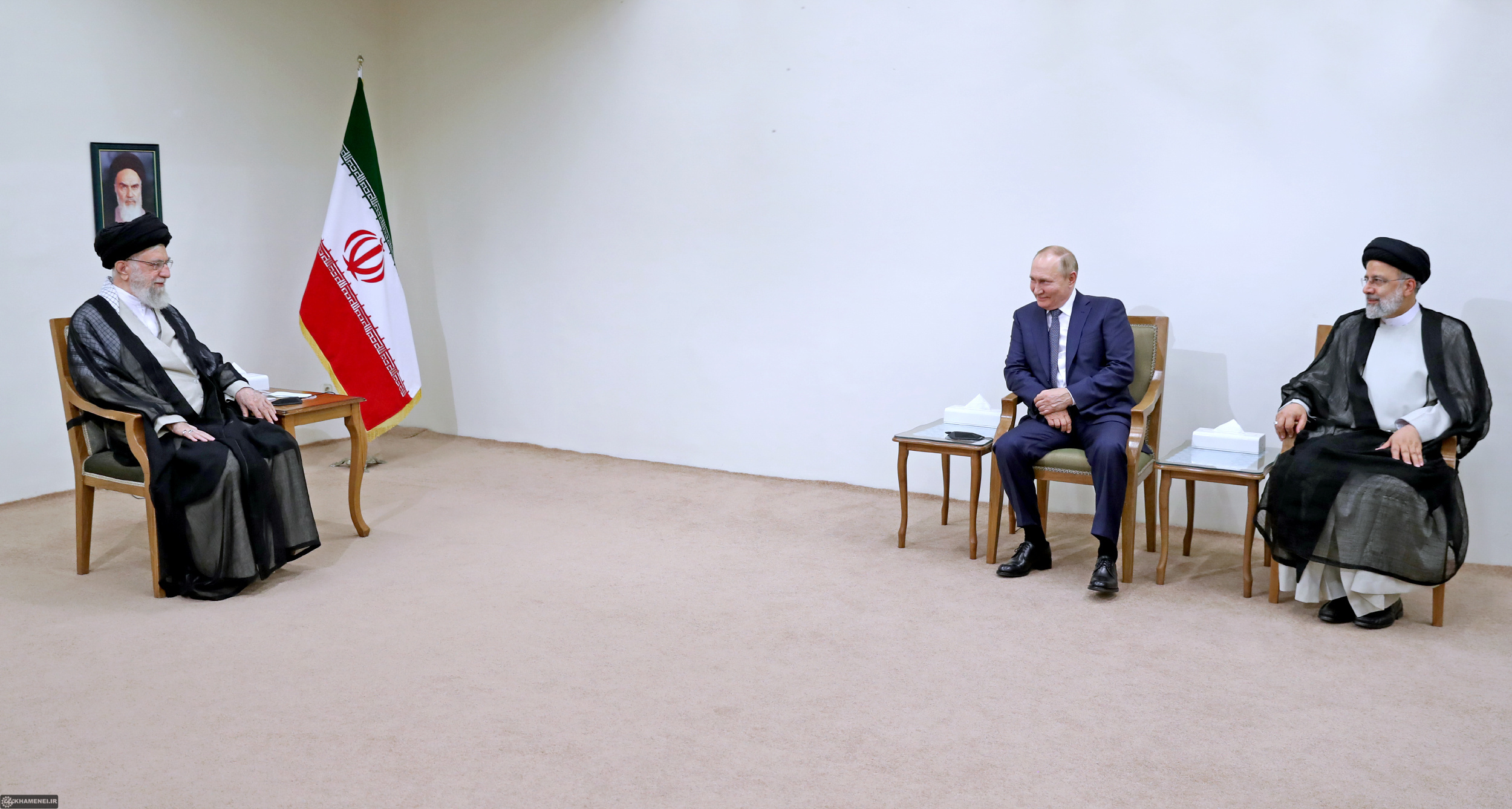
Putin s íránským ajatolláhem Chameneím a prezidentem Raísím v Teheránu 19. července 2022

Dne 16. března 2022 vystoupil Putin v televizi a použil přitom jazyk připomínající stalinskou éru. Jeho projev byl varováním, že jeho autoritářská vláda může být ještě represivnější. Západ podle něj využívá pátou kolonu zrádných Rusů k vyvolání občanských nepokojů, jejichž cílem je zničení Ruska. Řekl doslova: „Rusové budou vždy schopni rozlišit skutečné vlastence od šmejdů a zrádců a jednoduše je vyplivnou jako komára, který jim omylem vletěl do úst. Jsem přesvědčen, že takováto přirozená a nutná sebeočista společnosti naši zemi jen posílí.“ Podle některých komentátorů Putin začal Rusko přetvářet z autoritářského režimu na totalitní stát.

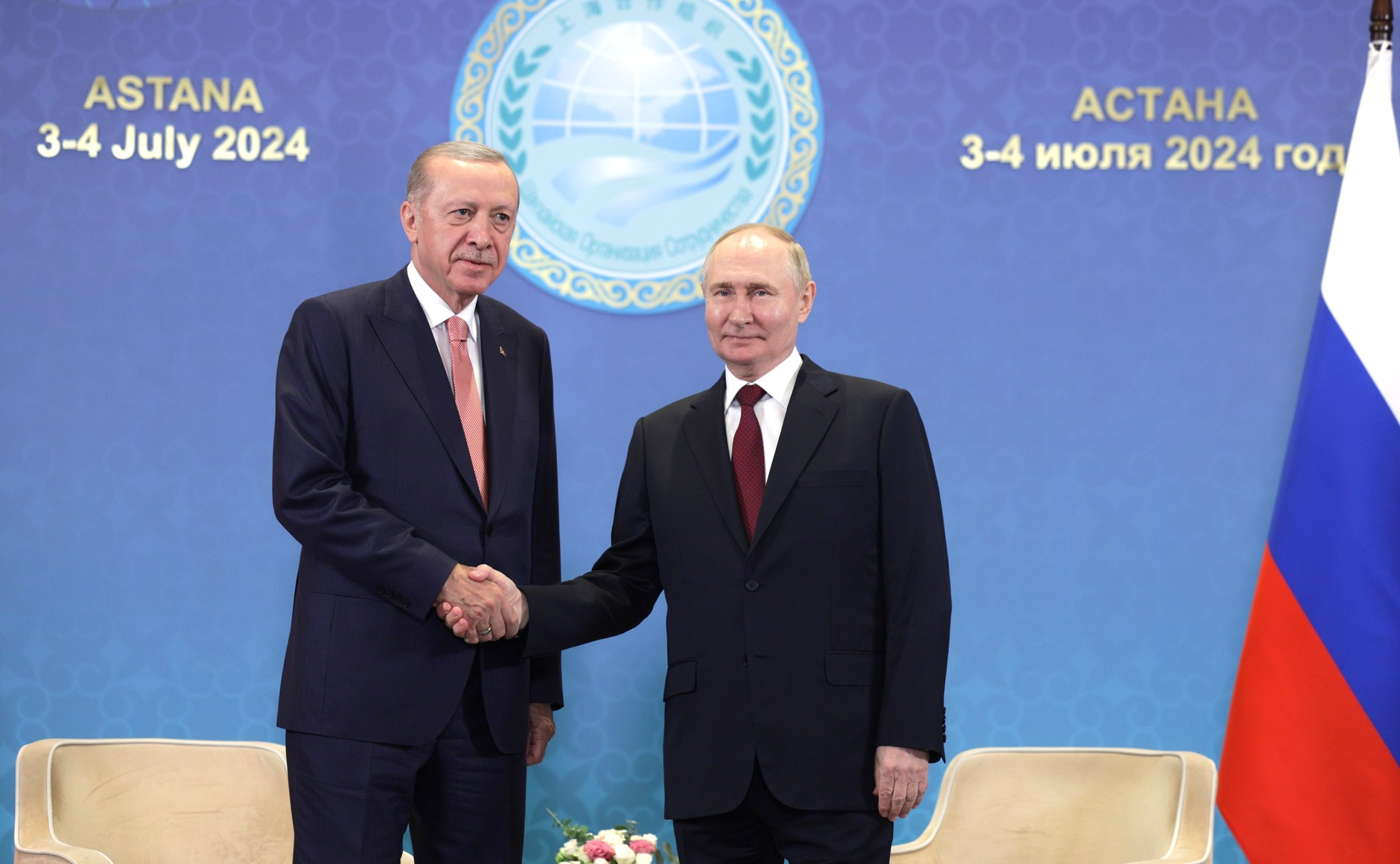
Setkání Putina s tureckým prezidentem Erdoğanem v Astaně v Kazachstánu, 3. července 2024

Turecký prezident Recep Tayyip Erdoğan a Putin v roce 2022 plánovali, že prostřednictvím plynovodů TurkStream a Blue Stream by se do Evropy mohl dodávat ruský zemní plyn, který by Turecko prodávalo společně s plynem z Ázerbájdžánu nebo Íránu jako turecký plyn, a z Turecka by se tak stal energetický uzel pro celou Evropu.
Průzkum nezávislé agentury Levada v listopadu 2023 zjistil, že Putina by za prezidenta volilo 58 % dotázaných Rusů. Podle jiného průzkumu veřejného mínění z června 2023 by Putina volilo 68 % dotázaných Rusů. Putin si udržuje vysokou popularitu díky propagandě ve státem kontrolovaných médiích, která jsou pro asi 85% Rusů hlavním zdrojem informací. Propaganda a dezinformace mu pomohly vítězit v informační válce nejenom na území Ruska, ale i v mnoha zemích mimo Evropu a Spojené státy, například ve Vietnamu a v Indonésii, a dokonce i v několika členských státech Evropské unie, například na Slovensku a v Bulharsku. Jako další důvody Putinovy popularity v průzkumech veřejného mínění v Rusku jsou uváděny rychlý růst ekonomiky a zvýšení životní úrovně během Putinovy dlouhé vlády v porovnání s ekonomickým úpadkem a chaosem za vlády Jelcina nebo strach některých obyvatel autoritářského státu přiznat veřejně co si skutečně myslí.

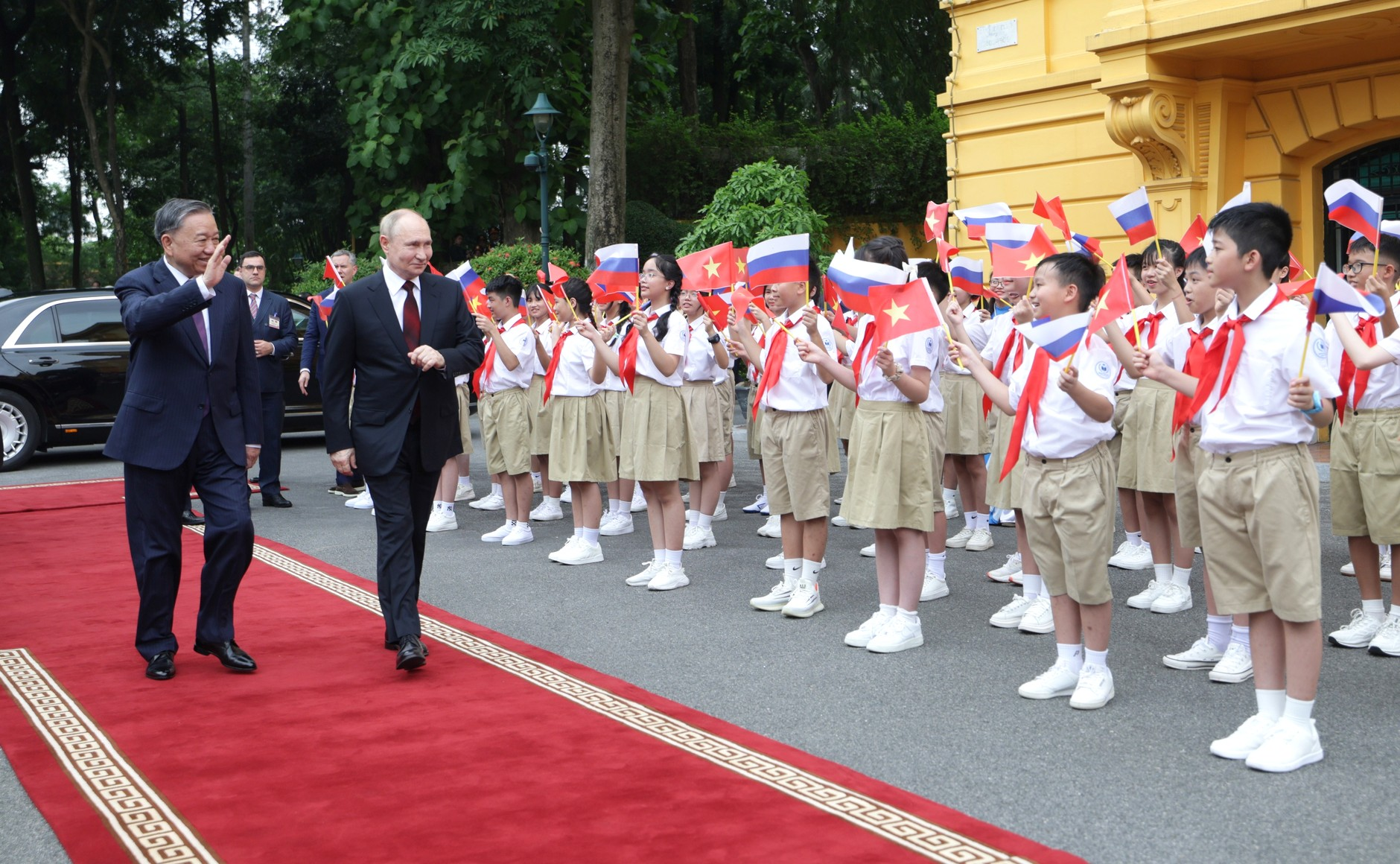
Putin na státní návštěvě Vietnamu v Hanoji dne 20. června 2024

Na summitu Rusko–Afrika ve dnech 27. a 28. července 2023 se Putin setkal s delegacemi z více než 40 afrických států, přestože hlav státu přicestovalo do Ruska pouze 17, tedy méně než na rusko-africký summit v Soči v roce 2019. Na summitu v Petrohradu jednal o posílení vzájemných vztahů, ale také o důsledcích neprodloužení obilné dohody s Ukrajinou, s egyptským prezidentem Abd al-Fattáhem as-Sísím, etiopským premiérem Abiy Ahmedem nebo jihoafrickým prezidentem Cyrilem Ramaphosou. Podle nezávislého on-line listu The Moscow Times se přibližně polovina afrických států přiklání k Rusku nebo je velká šance, že je Kreml získá na svou stranu.
Putinův mluvčí Dmitrij Peskov v srpnu 2023 prohlásil, že „Naše prezidentské volby nejsou skutečnou demokracií, je to nákladná byrokracie. Pan Putin bude příští rok znovu zvolený s víc než 90 procenty hlasů.“ Peskov dále tvrdil, že Putin neusiluje o zisk dalších území na Ukrajině, ale chce si udržet nebo získat ukrajinská území, která Rusko anektovalo 30. září 2022 po zmanipulovaných místních referendech, a dokud se to nepovede, bude podle Peskova válka na Ukrajině pokračovat.

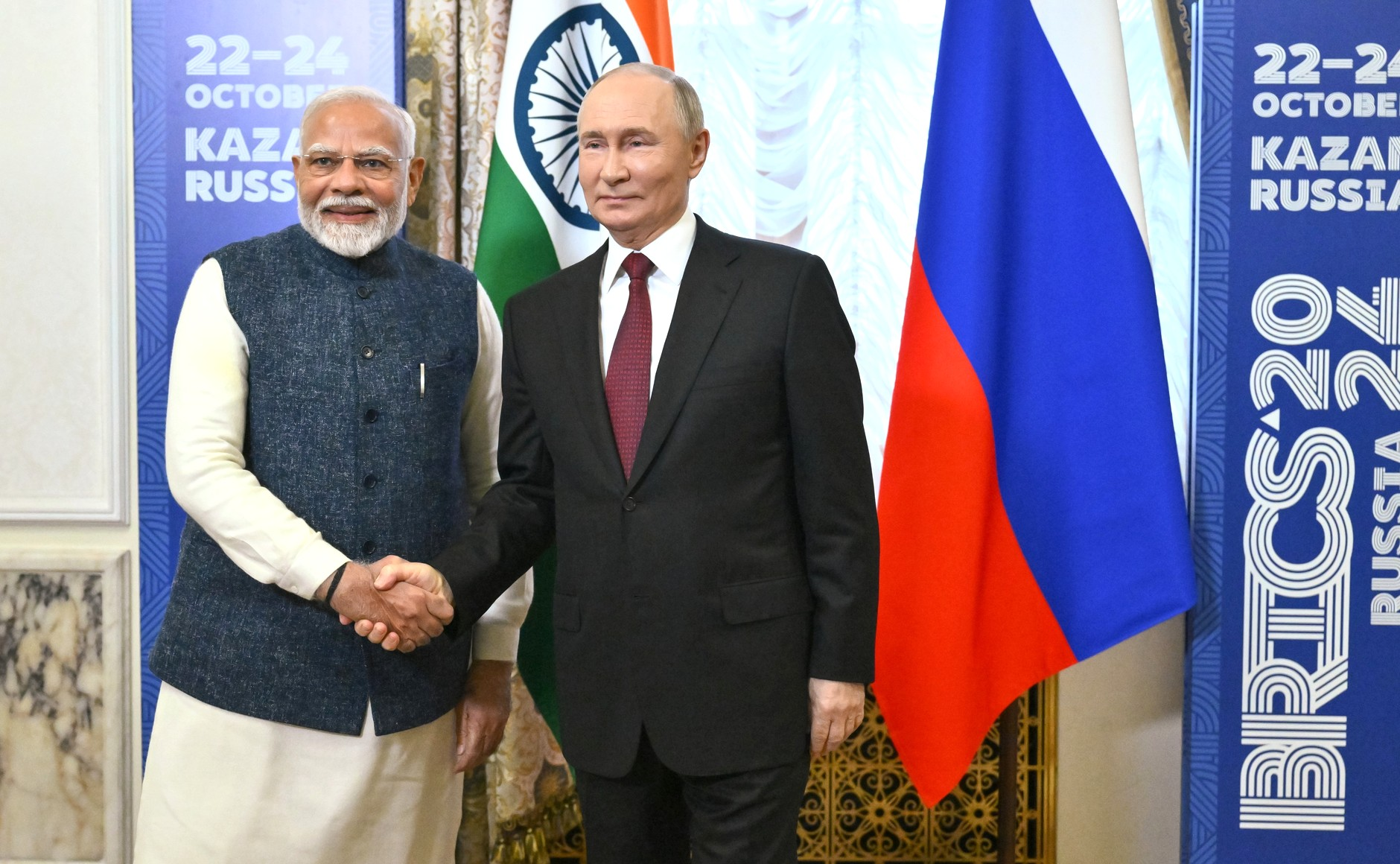
Putin a indický premiér Naréndra Módí na summitu BRICS v Kazani, Rusko, 22. října 2024

Počátkem prosince 2023 Putin oznámil v neformálním rozhovoru po ceremonii u příležitosti Dne hrdinů vlasti, že se v prezidentských volbách v březnu 2024 bude opět ucházet o prezidentský úřad, neboť čtvrtý mandát mu vyprší v květnu 2024. Reagoval tak na výzvu Arťoma Žogy, předsedy parlamentu tzv. Doněcké lidové republiky, kterou Rusko zřídilo v Doněcké oblasti napadené Ukrajiny. Putin uvedl: „Nebudu skrývat, že v různé chvíle jsem o tom uvažoval různě, ale v téhle době je třeba se rozhodnout. Budu kandidovat na funkci prezidenta Ruské federace.“

### Páté období ve funkci prezidenta
Se ziskem více než 88 % hlasů zvítězil v březnu 2024 v prezidentských volbách, které ovšem byly kritizovány jako nesvobodné a neregulérní, neboť je provázely masivní volební podvody. Podle ruskojazyčného serveru Meduza získal Putin podvodem asi 22 milionů hlasů. Krátce po svém zvolení podepsal 31. března výnos o jarních odvodech do armády, během nichž má být k vojenské službě povoláno 150 tisíc Rusů. Na další šestileté funkční období prezidenta Ruské federace byl poté inaugurován (celkem již popáté) 7. května 2024.

## Zahraniční politika

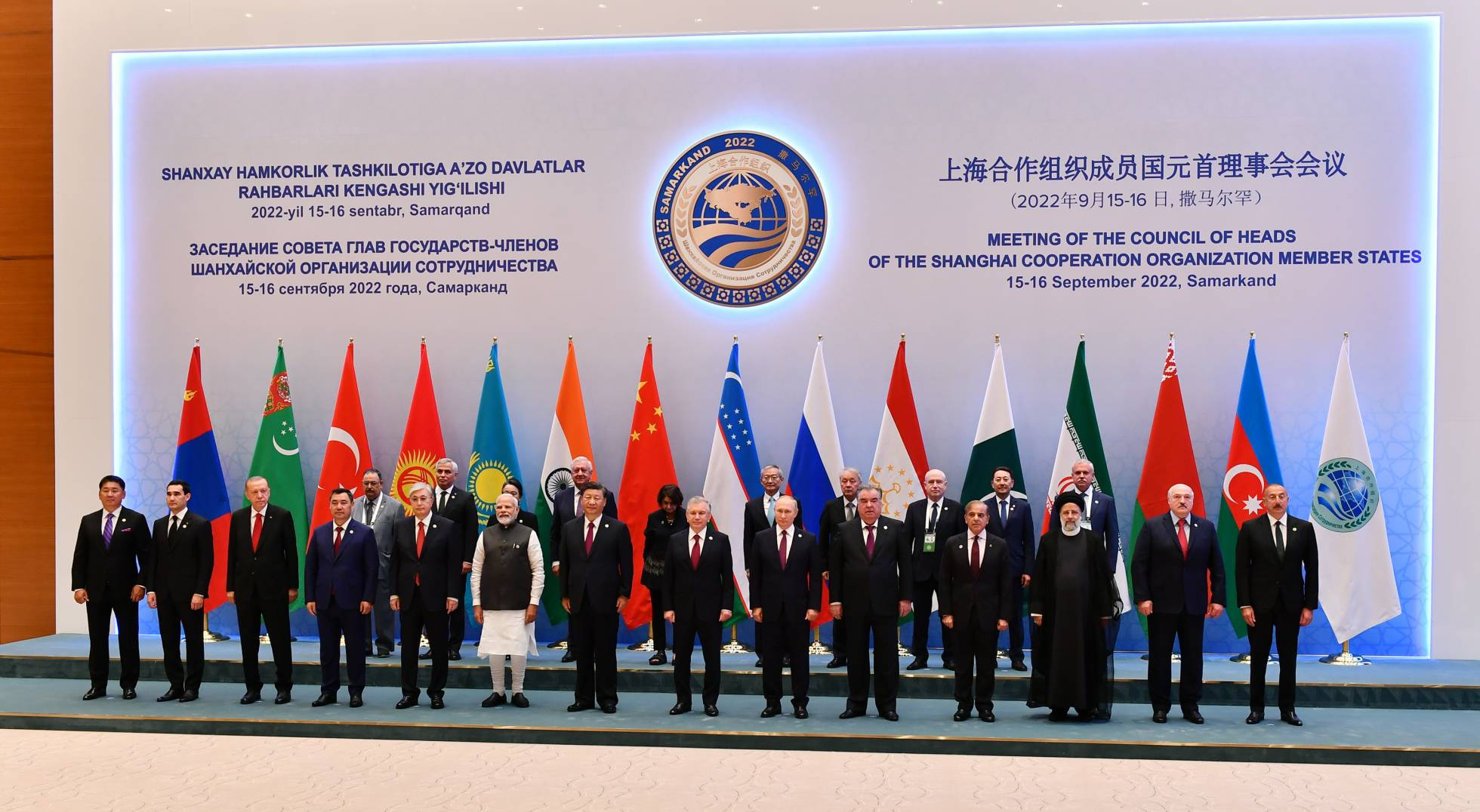
Putin na zasedání hlav států Šanghajské organizace pro spolupráci (SCO) dne 16. září 2022

### Vztahy se Spojeným královstvím

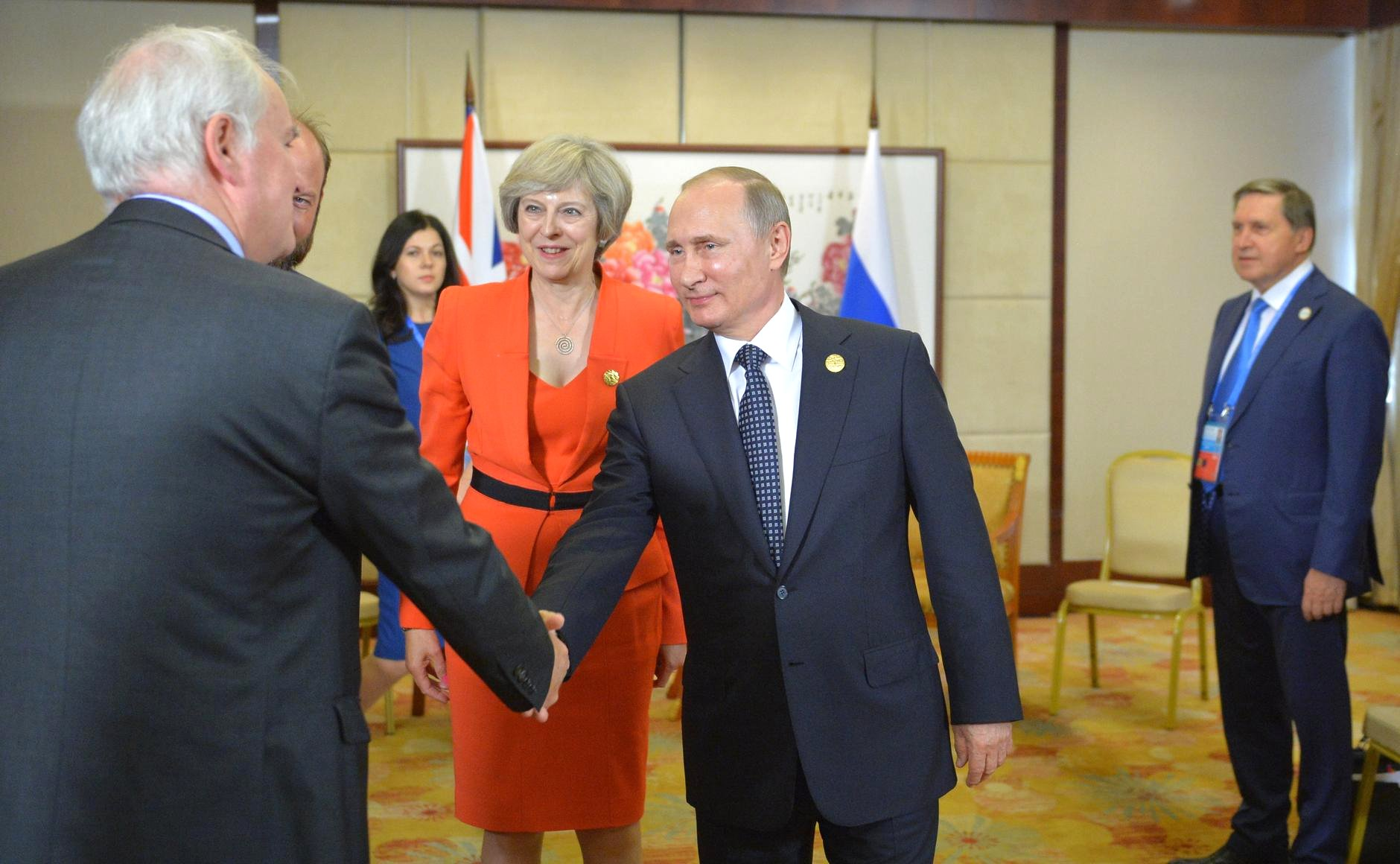
Putin a britská premiérka Mayová na summitu G20 v čínském Chang-čou 4. září 2016

Krátkou dobu po nástupu Theresy Mayové do funkce premiérky a po referendu o brexitu se rýsovalo zlepšení do té doby špatného vztahu mezi Spojeným královstvím a Ruskem. Mayová požádala o telefonický rozhovor s Putinem, který se uskutečnil dne 10. srpna 2016, a chtěla se s ním setkat na summitu G20 začátkem září 2016 v Číně.

### Vztahy se Spojenými státy

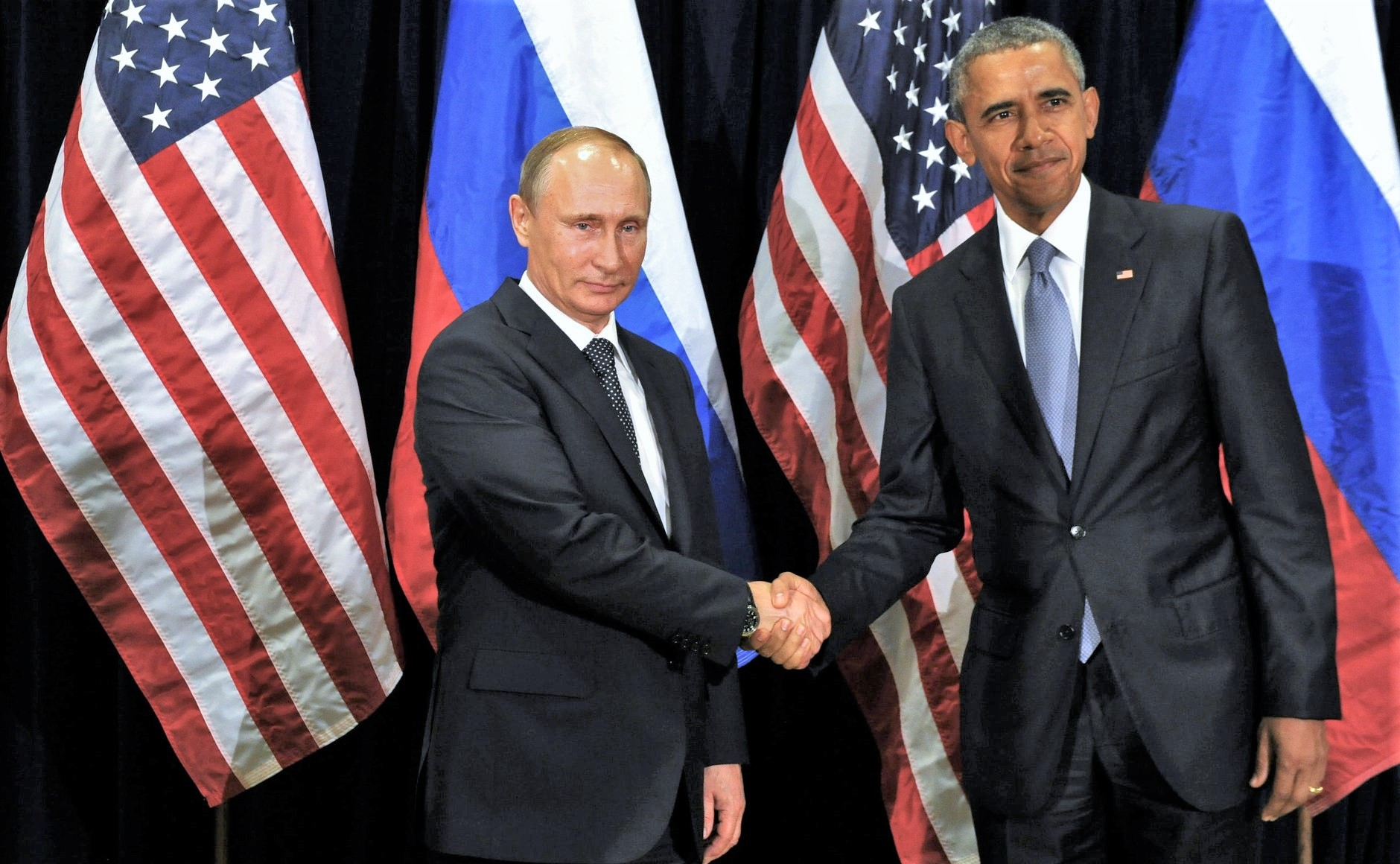
Putin a americký prezident Obama v New Yorku 29. září 2015

Koncem června 2015 se uskutečnil telefonický rozhovor prezidentů Putina a prezidenta USA Baracka Obamy, který byl jejich prvním od února 2015. Při tomto hovoru vyzval Obama ruského prezidenta, aby stáhl vojáky a válečnou výzbroj z východní Ukrajiny. O Putinově odpovědi nebylo nic sděleno. Oba prezidenti se dohodli na tom, že se v blízké budoucnosti sejdou zástupce ruského ministra zahraničí Grigorij Karasin a americká pověřenkyně pro evropské záležitosti Victoria Nuland, aby vyjednávali o řešení ukrajinského konfliktu. Hovořili spolu i o dalších otázkách, jako je válka proti Islámskému státu.
Po vítězství Donalda Trumpa ve volbách prezidenta USA 2016 se rýsovala nová kapitola v rusko-amerických vztazích. Dne 14. listopadu 2016 se uskutečnil první telefonický rozhovor mezi prezidentem Putinem a zvoleným prezidentem USA Trumpem. Oba politikové si navzájem slíbili, že budou konstruktivně spolupracovat. Putin nabídl Trumpovi partnerský dialog za předpokladu vzájemného respektu a nevměšování se do záležitostí druhé strany. Oba se shodli na tom, že dosavadní vztahy obou zemí nejsou uspokojivé. Podle prohlášení Kremlu se musí obě strany „vrátit k pragmatické spolupráci k oboustrannému užitku, která zohlední zájmy obou států a bezpečnost a stabilitu ve světě“. Zvláště musí být propojeno úsilí obou států v boji proti mezinárodnímu terorismu a extremismu. Trumpův tým se vyjádřil, že zvolený prezident si přeje „silné a trvalé vztahy s Ruskem“.
V dubnu 2019 Putin prohlásil, že Rusko má s Donaldem Trumpem „mnoho neshod. Jeho vláda zavedla vůči Rusku řadu sankcí, se kterými nesouhlasíme a nikdy je nepřijmeme, protože je považujeme za kontraproduktivní.“ O snaze amerických demokratů sesadit prezidenta Trumpa z funkce uvedl: „Co dělají skupiny, které útočí na legitimně zvoleného prezidenta? Nesouhlasí s volbou amerického lidu. Je to krize politického systému, jakou jsme v historii USA nikdy neviděli.“
Dne 7. prosince 2021 se uskutečnil zhruba dvě hodiny trvající videorozhovor Putina se současným prezidentem USA Joem Bidenem. Na pořadu byly otázky vzájemných vztahů a také situace ohledně Ukrajiny.

### Vztahy s Ukrajinou

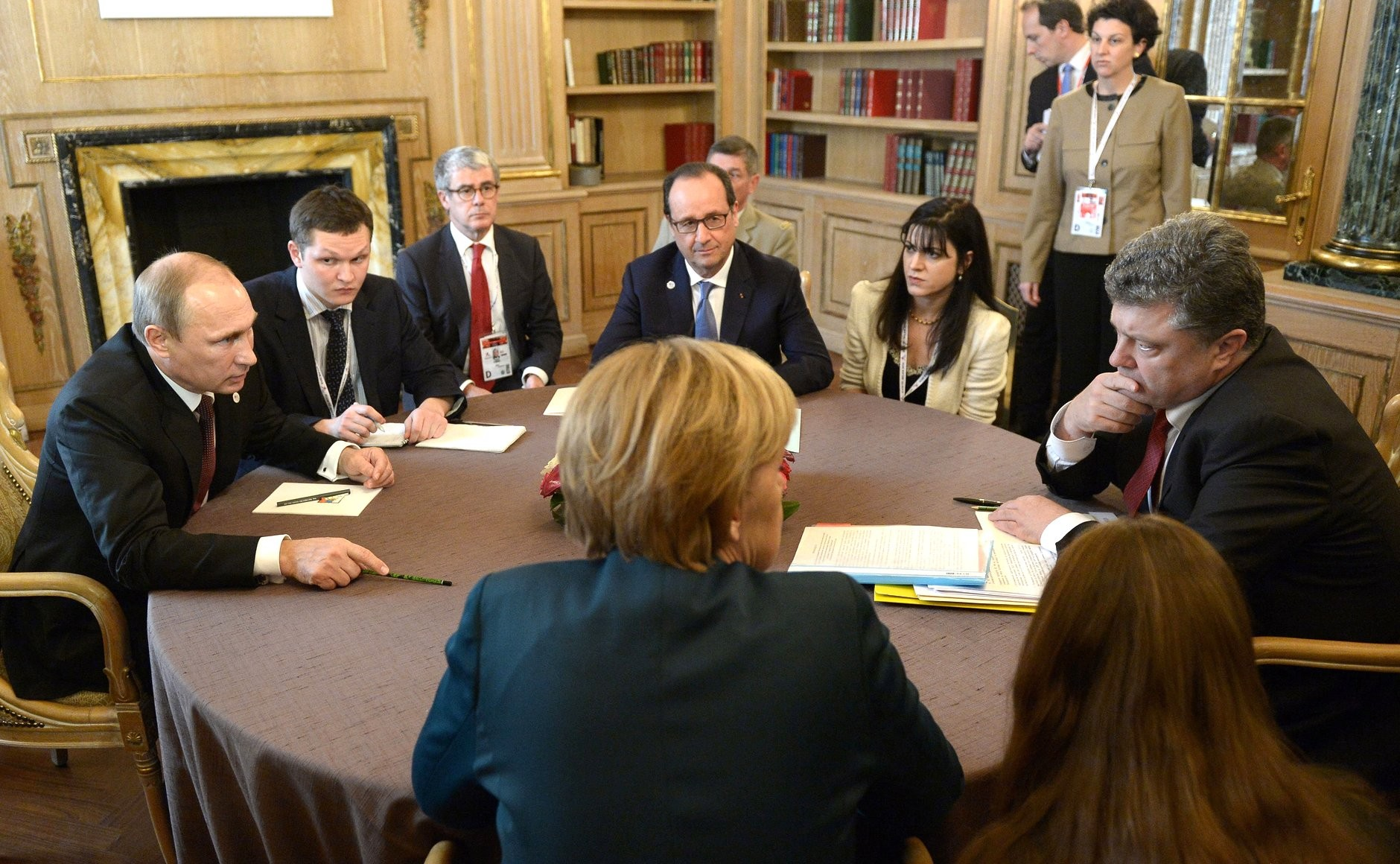
Setkání s prezidenty Porošenkem, Hollandem a kancléřkou Merkelovou, 17. října 2014

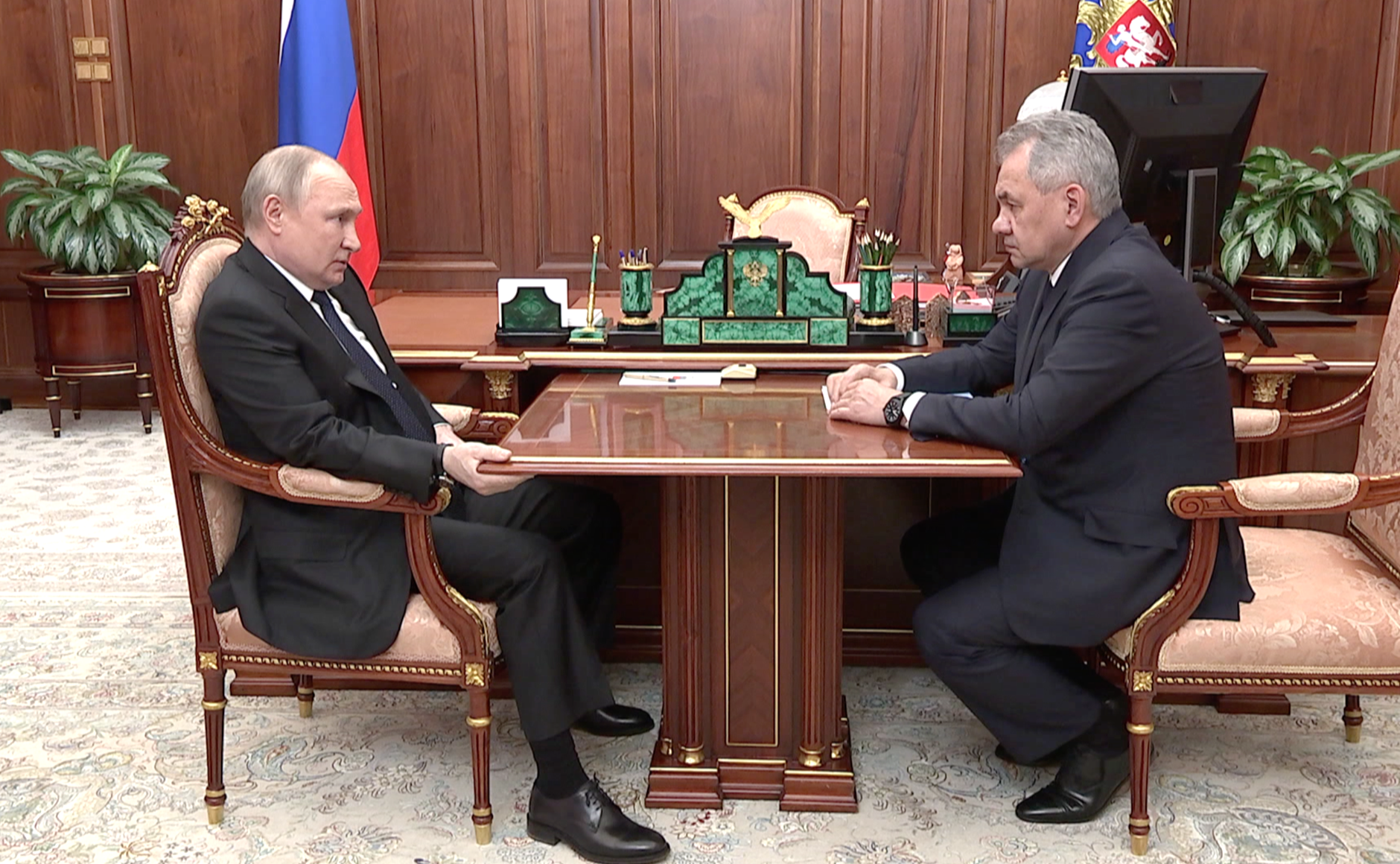
Putin a ruský ministr obrany Sergej Šojgu v dubnu 2022, po ruské porážce v bitvě o Kyjev

Bývalý americký poradce pro národní bezpečnost a poté státní sekretář (ministr zahraničních věcí) Henry Kissinger, který působil v administrativě prezidenta USA Richarda Nixona, analyzoval tyto vztahy na samém počátku krymské krize v březnu 2014 takto:
„Příliš často je ukrajinská otázka stavěna jako střet (dvou možností): zda se Ukrajina připojí k Východu nebo k Západu. Ale pokud má Ukrajina přežít a vzkvétat, nesmí být základnou jedné z těchto stran proti druhé – měla by fungovat jako most mezi nimi ... Rusko musí akceptovat, že snaha vnucovat Ukrajině status jeho satelitu a tím opět posouvat hranice Ruska by odsoudilo Moskvu k opakování sebenaplňujících cyklů recipročních napětí s Evropou a Spojenými státy. Západ musí pochopit, že pro Rusko nemůže Ukrajina nikdy být pouhou cizí zemí. Ruské dějiny začaly tam, co bylo zváno Kyjevskou Rusí. Vzniklo tam ruské náboženství ... Ukrajina byla součástí Ruska po celá staletí, a jejich dějiny se již předtím prolínaly ... Několik z nejdůležitějších bitev za ruskou svobodu, počínaje bitvou u Poltavy v roce 1709, bylo vybojováno na ukrajinské půdě. Černomořská flota – prostředek Ruska k projekci jeho moci do Středozemního moře – má svou základnu v Sevastopolu, na Krymu, na podkladě dlouhodobého nájmu ... Západ a Rusko nejednají podle těchto principů a situaci zhoršují. Pro západ není politikou démonizace Vladimira Putina, to je alibi pro její absenci“.
Dne 21. února 2022 zveřejnil Putin téměř hodinový projev, v němž zpochybnil „skutečnou státnost“ Ukrajiny, kterou označil za „integrální součást naší [ruské] historie“. Dne 24. února 2022 vystoupil Putin s projevem, v němž oznámil, že „dal svolení ke speciální vojenské operaci na Ukrajině“. Podle zdrojů blízkých Kremlu byla ruská invaze na Ukrajinu plánována téměř rok a většina Putinových poradců s invazí na Ukrajinu nesouhlasila, ale poslední slovo měl Putin, který uvěřil zprávám ruské zpravodajské služby FSB, že prozápadní vláda na Ukrajině je nepopulární, většina Ukrajinců bude ruské vojáky vítat a odpor ukrajinské armády bude minimální.
Putinovu zahraniční politiku, včetně anexe Krymu, konfrontace se Západem a invaze na Ukrajinu, ovlivnilo několik jeho nejbližších spolupracovníků, především Nikolaj Patrušev a Alexandr Bortnikov, kteří stejně jako Putin pocházejí z prostředí KGB, jejich myšlení a vidění světa ovlivnila studená válka mezi Spojenými státy a Sovětským svazem, a věří, že v konfliktu mezi Ruskem a Západem, který podle nich nikdy neskončil, musí být Ukrajina v ruské sféře vlivu. Invazi podpořil také Putinův přítel a ruský ministr obrany Sergej Šojgu, který byl jedním ze čtyř mužů, kteří znali přesné datum a způsob zahájení invaze na Ukrajinu.
V projevu na Východním ekonomickém fóru ve Vladivostoku, kde jednal se zástupci asijských států, Putin tvrdil, že Rusko v únoru 2022 žádnou válku nerozpoutalo, ale naopak se snažilo ukončit válku na Donbase, která začala v roce 2014. Po Putinově oznámení, že Rusko se rozhodlo anektovat jihovýchodní Ukrajinou, ukrajinský prezident Volodymyr Zelenskyj prohlásil, že Ukrajina nepovede mírová jednání s Ruskem, dokud bude v Rusku vládnout Putin.

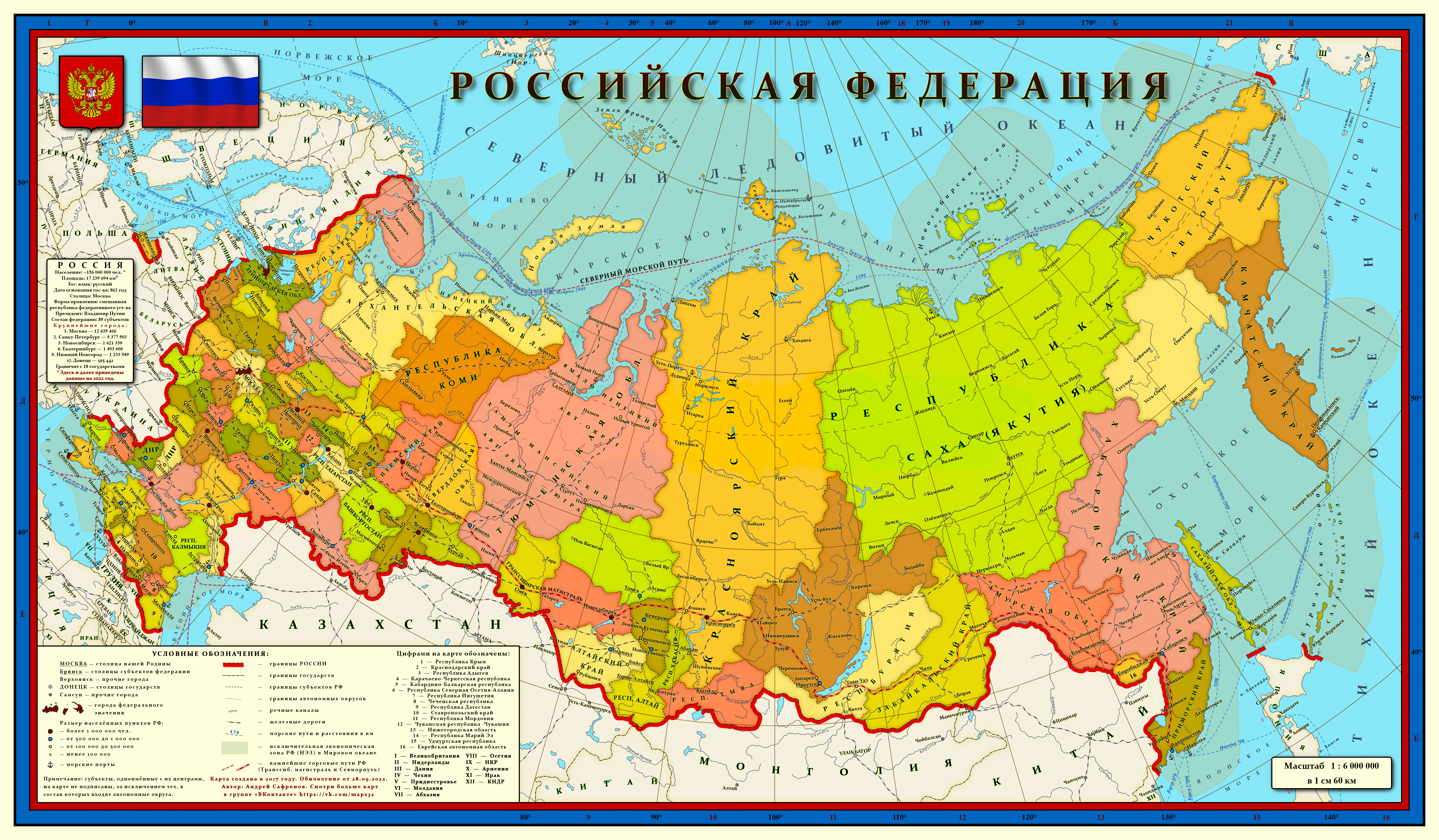
Oficiální ruská mapa federálních subjektů Ruska z roku 2023 po mezinárodně neuznané ruské anexi jihovýchodní Ukrajiny

V prosinci 2022 Putin pohrozil, že válka na Ukrajině potrvá dlouho. V lednu 2023 uvedl, že podmínkou pro mírová jednání s Ukrajinou je uznání ruské suverenity nad anektovanou jihovýchodní Ukrajinou.
V červenci 2023 Putin varoval, že Rusko má dostatečné zásoby kazetové munice a podnikne „reciproční“ útoky, pokud Ukrajina použije kazetovou munici dodanou Spojenými státy během ukrajinské protiofenzívy proti ruským silám na okupovaném jihovýchodě Ukrajiny. V souvislosti s válkou na Ukrajině Putin opakovaně hrozil použitím jaderných zbraní a varoval před vypuknutím třetí světové války.
Dne 23. prosince 2023 deník The New York Times zveřejnil informaci, kterou získal od několika vysoce postavených amerických a ruských představitelů, kteří si přáli zůstat v anonymitě, že Putin od září 2022 několikrát tajně nabídl přes prostředníky, že je ochoten uzavřít příměří, které zmrazí válku na současných frontových liniích. Bývalý vysoký ruský představitel řekl The New York Times, že Putin byl ochoten zastavit válku na současných pozicích, ale nebyl ochoten ustoupit o jediný metr. Tajné nabídky na příměří a zmrazení konfliktu byly v roce 2023 odmítnuty Ukrajinou i Spojenými státy.

### Vztahy s Čínou

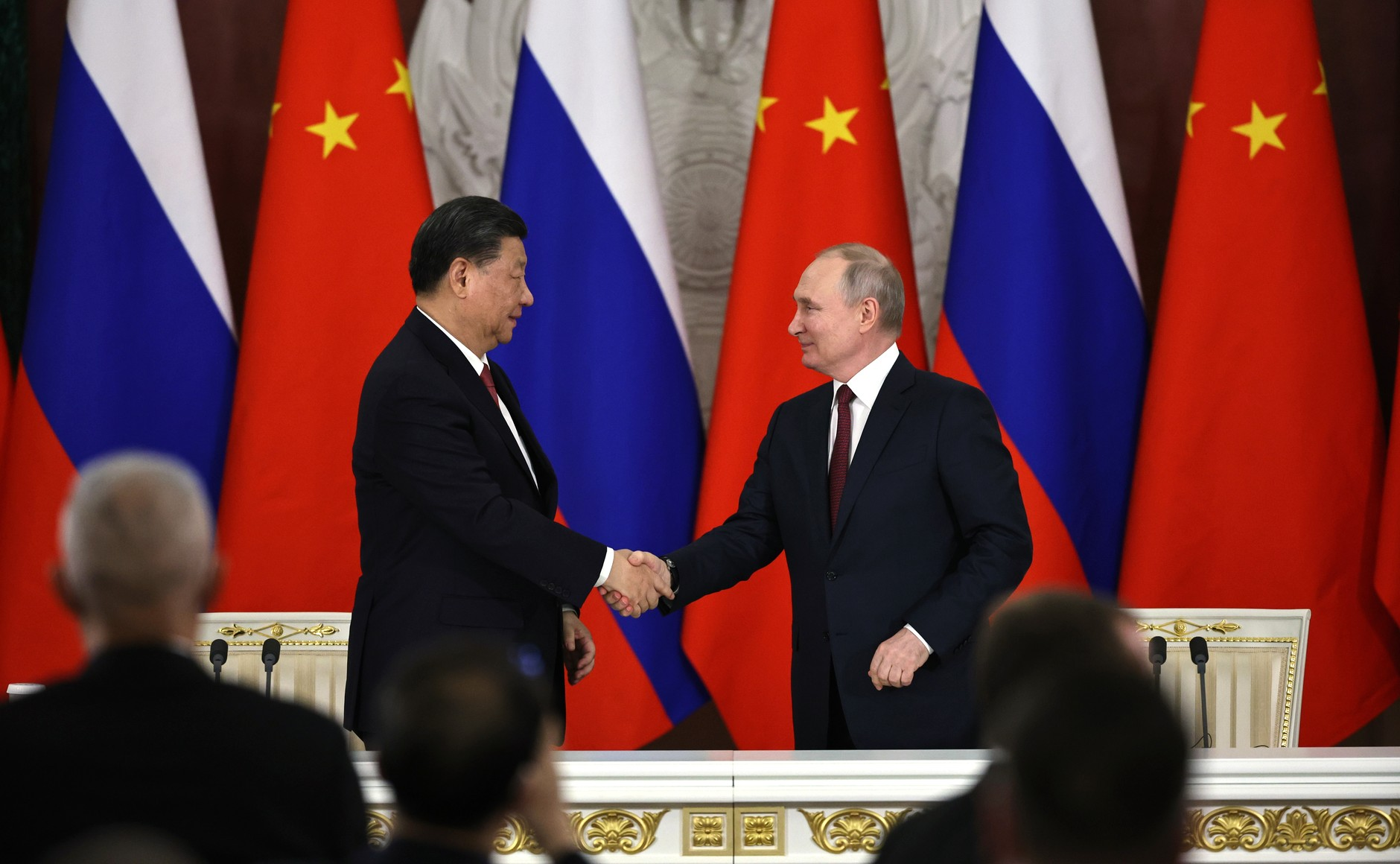
Putin a čínský prezident Si Ťin-pching v Moskvě 21. března 2023

Putin, ministr obrany Sergej Šojgu a náčelník generálního štábu Valerij Gerasimov dohlíželi na vojenské cvičení Vostok-22 na ruském Dálném východě, do kterého se v září 2022 zapojilo 50 tisíc vojáků z Ruska, Číny a několika dalších států.
Čína a Rusko jsou strategičtí partneři a podle amerických zpravodajských služeb Peking počátkem roku 2023 souhlasil, že bude tajně vyzbrojovat Rusko. Navzdory zatykači na Putina, který byl vydán dne 17. března 2023 Mezinárodním trestním soudem v Haagu pro podezření z válečných zločinů na Ukrajině, navštívil čínský prezident Si Ťin-pching ve dnech 20.–22. března 2023 Moskvu a setkal se s Putinem, který ocenil „vyvážený“ postoj Číny k válce na Ukrajině.

### Vztahy s Izraelem
Izraelský prezident Re'uven Rivlin zrušil koncem února 2016 svoji plánovanou návštěvu Austrálie, která měla začít 13. března. Rivlinova kancelář to zdůvodnila tím, že prezident nemohl odmítnout pozvání Vladimira Putina ve chvíli, kdy se na mezinárodní úrovni jednalo o zastavení palby v Sýrii.

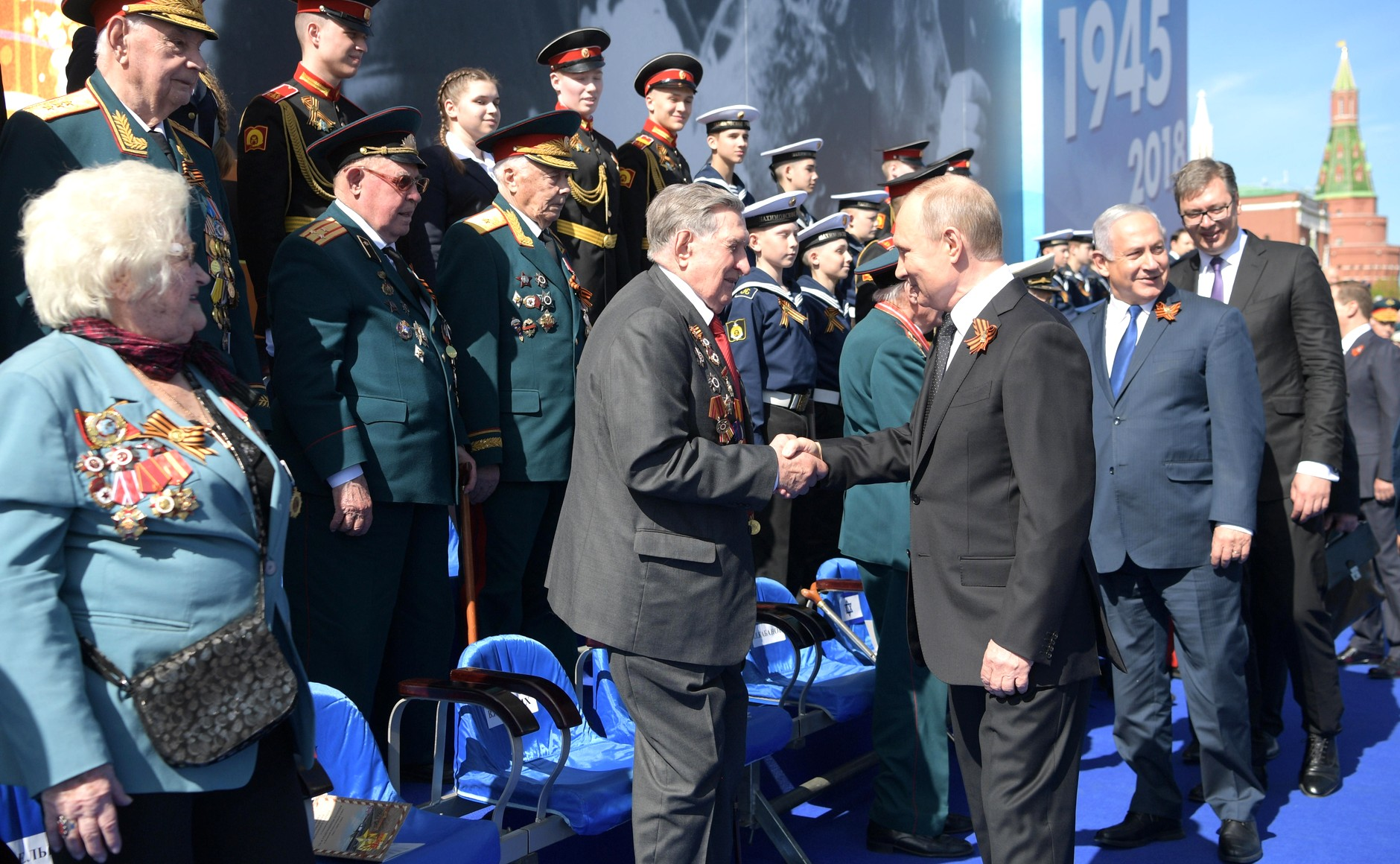
Putin a izraelský premiér Netanjahu během oslav Dne vítězství nad nacistickým Německem v Moskvě 9. května 2018

O setkání Rivlina s Putinem v moskevském Kremlu 16. března 2016 napsal korespondent izraelských novin Haaretz Barak Ravid krátkou zprávu již téhož dne. V ní vyzdvihl, že podle Rivlinova sdělení plánuje izraelský premiér Benjamin Netanjahu rovněž brzkou cestu do Moskvy.

### Vztahy s arabskými zeměmi
Rusko vedené Putinem začalo prohlubovat ekonomickou a politickou spolupráci se Saúdskou Arábií pod vládou saúdského korunního prince Muhammada bin Salmána, například v oblasti těžby ropy. V říjnu 2022 Spojené státy obvinily Saúdskou Arábií, že tlakem na státy ropného kartelu OPEC, aby snižovaly těžbu ropy a tím zvýšily její cenu, pomáhá Putinovi financovat válku na Ukrajině.
Blízkovýchodní státy, například Spojené arabské emiráty, pomáhají Rusku obcházet sankce uvalené po ruské invazi na Ukrajinu v roce 2022. 11. října 2022, jen několik dní poté co státy OPEC snížily těžbu ropy, Putin hostil v Kremlu vládce emirátu Abú Zabí a prezidenta Spojených arabských emirátů Muhammada ibn Zájid Ál Nahjána.

## Osobní image

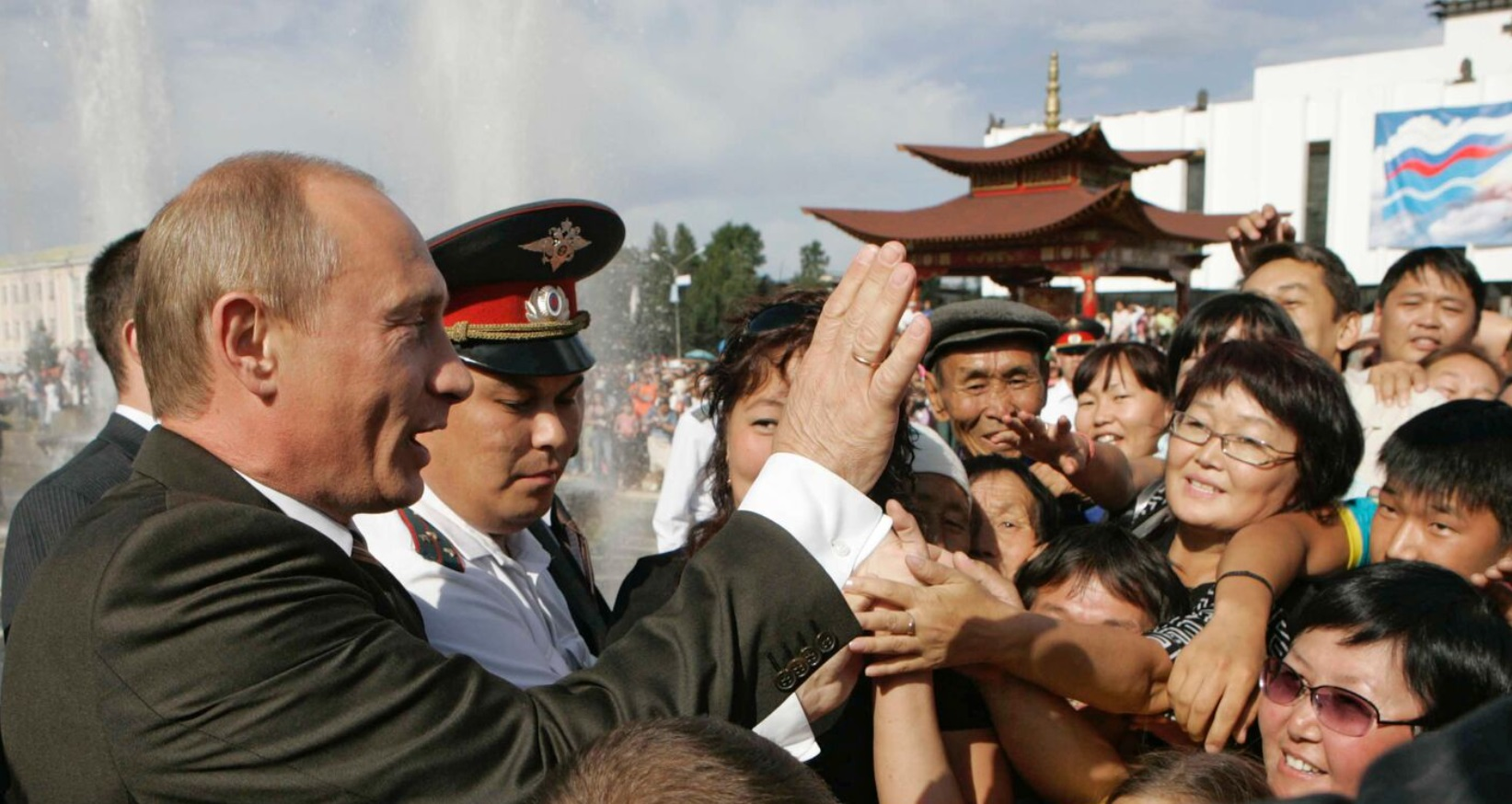
Putin s místními obyvateli v ruské republice Tuva na Sibiři

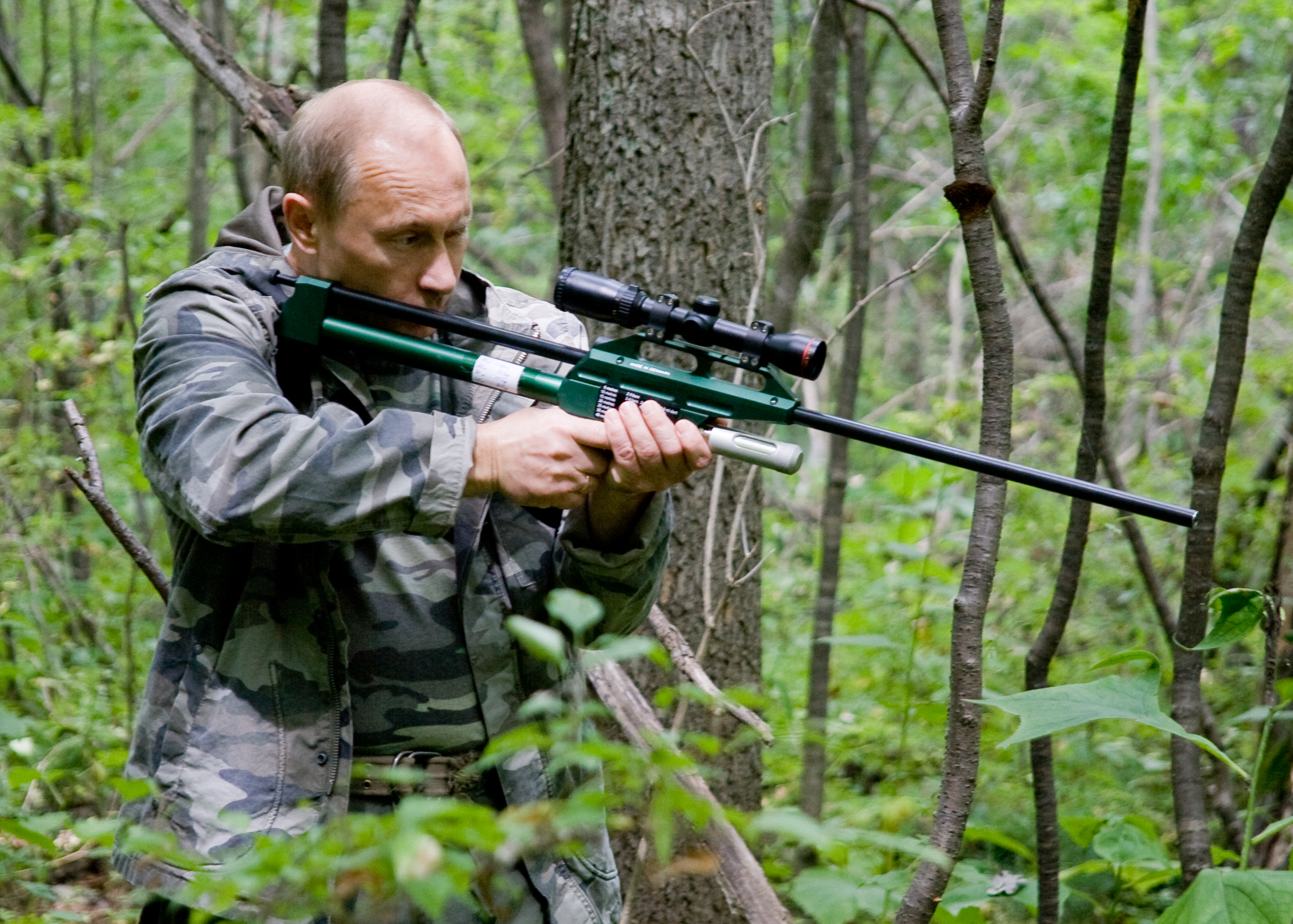
Putin s uspávací puškou číhá na tygra ussurijského

Prezident Putin má v médiích obraz jakéhosi „drsného chlapíka“, který si libuje ve sportu či v outdoorových aktivitách a demonstruje svou fyzickou zdatnost účastí na neobvyklých nebo nebezpečných počínáních, jako jsou extrémní sporty či interakce s divokými zvířaty. Například roku 2007 deník Komsomolskaja pravda otiskl Putinovu fotografii s vyholenou hrudí, jak na Sibiři rybaří, pod titulkem: „Buď jako Putin.“
Fotografie z jeho různých akcí jsou součástí „vztahů s veřejností“. Podle časopisu Wired si Putin „záměrně pěstuje jakousi macho image s prvky superhrdiny“. Některé z jeho aktivit byly kritizovány.
Mezi pozoruhodné příklady Putinových akcí patří: lety ve vojenských proudových letounech, předvádění bojových umění, jízda na koni či raftu, rybaření a plavání ve studených sibiřských řekách, sestupy s ponorkou do hlubokých vod, střelba na tygra či ledního medvěda uspávací municí, jízda na motorce, kopilotování požárního letounu, který vrhá vodu na požár, střelba z kuše na velryby, pilotáž závodního automobilu, potápění se v archeologické oblasti, pokusy vést ohrožené jeřáby za motorovým rogalem a lov velké ryby. Jeho zatím poslední číslo byl exhibiční hokejový zápas s bývalými hokejovými hvězdami 16. května 2015 v Soči, ve kterém nastřílel 8 gólů. Stál před bránou a očekával přihrávky povětšinou od Pavla Bureho a Valerije Kamenského. Pomohl tak týmu k výhře 18:6

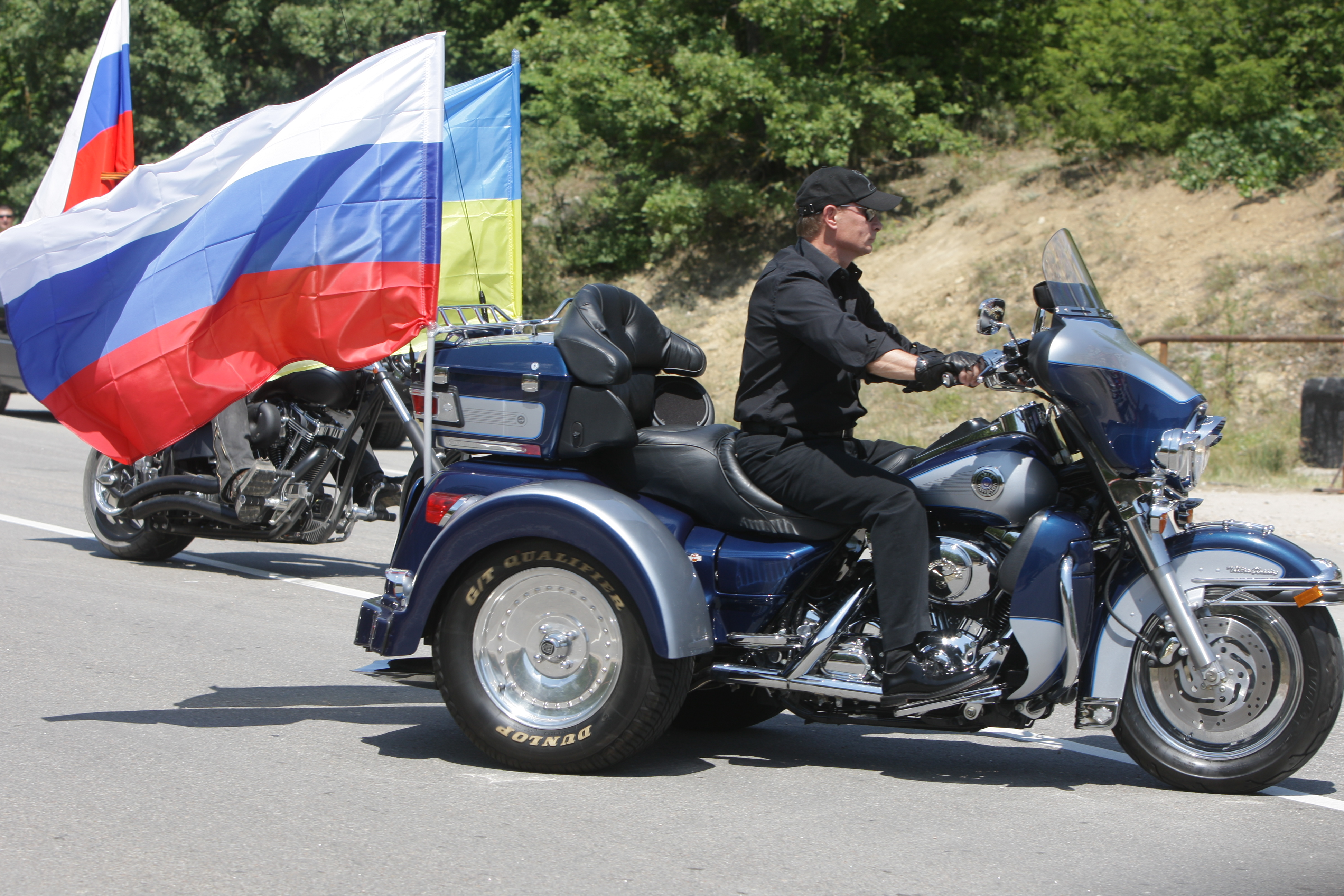
Putin jedoucí na tříkolce Harley-Davidson během návštěvy ukrajinského Krymu v červenci 2010

11. prosince 2010 na charitativním koncertě pro děti v Petrohradě Putin v doprovodu piana zazpíval píseň „Blueberry Hill“. Na koncertě bylo přítomno množství hvězd z Hollywoodu i Evropy jako např. Kevin Costner, Sharon Stoneová, Alain Delon a Gérard Depardieu. Na stejné události (ale i dalších) Putin hraje vlasteneckou píseň ze svého oblíbeného sovětského špionážního filmu Štít a meč.
Putinova kresba „Узор на заиндевевшем окне“ (Vzor na jinovatkou porostlém okně), kterou namaloval během vánočních trhů 26. prosince 2008, se stala atrakcí charitativní aukce v Petrohradě a byla prodána za 37 milionů rublů. Doba vytvoření malby se shodovala s rusko-ukrajinským sporem o plyn v roce 2009, kdy byla řada evropských zemí uprostřed lednových mrazů ponechána osudu bez ruského plynu.

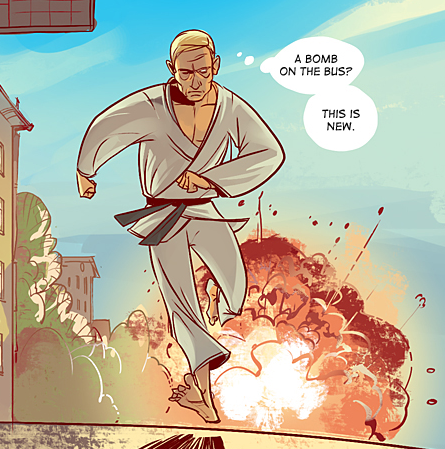
Scéna z komiksu Superputin

Existuje i množství písní o Putinovi. Mezi ty známější patří: „[I Want] A Man Like Putin“ od skupiny Singing Together, „Horoscope (Putin, Don't Piss!)“ skupiny Uma2rman, „Go Hard Like Vladimir Putin“ od K. Kinga a Beniho Maniaci, „VVP“ od tádžického zpěváka Tolibdžona Kurbanchanova, „Our Madhouse is Voting for Putin“ od Working Faculty a „A Song About Putin“ (píseň o Putinovi) – protestsong od skupiny veteránů ruských výsadkových vojsk. Dále výše zmíněná „Putin chujlo!“, zpočátku rozšířená na Ukrajině a poté do ostatních zemí.
Putinovo jméno i obraz jsou široce užívány jako reklama i jako značky produktů. Mezi příklady patří vodka Putinka, konzervované jídlo PuTin, kaviár Gorbuša Putina a řada triček s jeho obrazem.

### Kritika a satira v umění

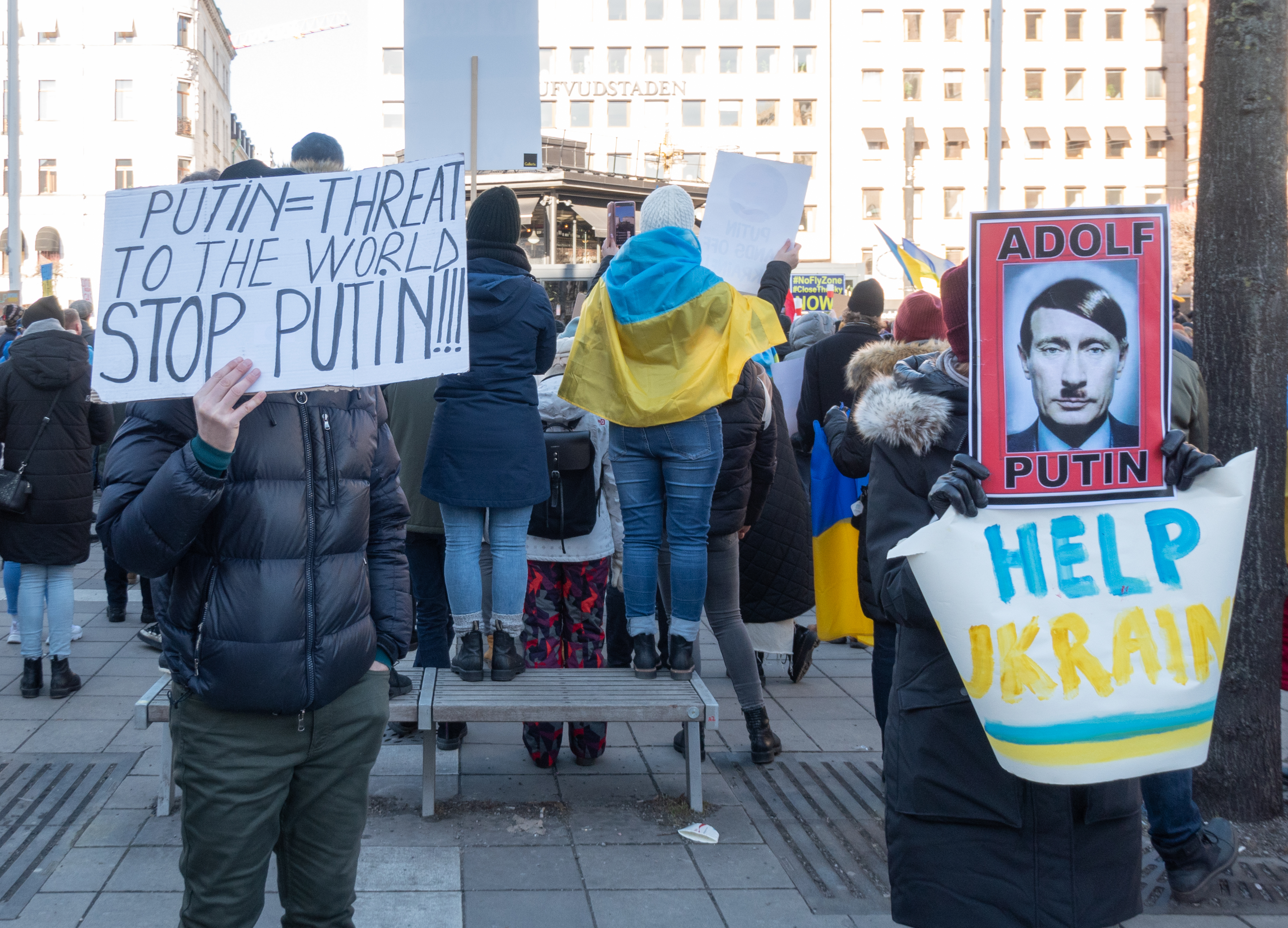
Vyobrazení Putina jako Adolfa Hitlera během protestu proti ruské invazi na Ukrajinu, Stockholm, 27. února 2022

- Putin se stal předmětem vtipů a častušek jako např. písně „Před Putinem zde nebyl orgasmus“, která se objevila ve filmu Děň vyborov.[154]
- Putin se zjevil v dětské omalovánce Vova a Dima (vydané u příležitosti jeho 59. narozenin),[155] kde je spolu s Medveděvem popisován jako příkladný, dobře se chovající malý chlapec. Také existuje Superputin – série online komiksů, kde je opět s Medvěděvem vyobrazen jako superhrdina,[123] dále jako troll a ork ve hře World of Warcraft.[156]
- Putin se objevil v internetovém seriálu Nice Petera na serveru YouTube Epic Rap Battles of History ve finální epizodě druhé řady, „Rasputin vs. Stalin“ (vysílané 22. dubna 2013).[157]
- Ruský film s názvem A Kiss not for Press měl premiéru v roce 2008 na DVD. Film je založený na biografii Vladimira Putina a jeho manželky Ljudmily.[158]
- Socha Putinovy hlavy s revolverem v ústech a nápisem :"Zastřel se!" byla vztyčena v dubnu 2022 v centru Kyjeva, nedaleko místa po odstraněném Leninově pomníku.[159]
- V noci z 27. na 28. října 2022 se na budově Ministerstva vnitra ČR objevila plachta, která překrývá hned několik pater. Kromě české a ukrajinské vlajky je na ní umístěn obrázek ruského prezidenta Vladimira Putina ve vaku na mrtvoly. Tato neobvyklá umělecká instalace byla vytvořena spolkem Dekomunizace na přání ministra Rakušana. Plachta má být k vidění na budově ministerstva minimálně týden a má symbolizovat spojení vzniku samostatného Československa s poukazem na odhodlanost bránit demokratické hodnoty svrchovaného státu.[160][161]
- Na náměstí Interbrigády v Praze 6 byla 5. prosince 2022 dočasně instalována socha kovového skřeta s tváří Vladimira Putina. Skřet má pravici pozvednutou k nacistickému pozdravu a druhou rukou utahuje plynový kohout. Sochu vytvořil kovář a sochař Dušan Dostál; nazval ji Démon Ahriman a má zosobňovat absolutní zlo. Dílo bylo instalováno na místě, kde stával pomník maršála Koněva. Má tam stát asi třicet dnů a pak půjde do dražby. Vydražené peníze budou použity na nákup zbraní pro Ukrajinu, která od února 2022 čelí ruské invazi.[162][163]

## Kritika a kontroverze

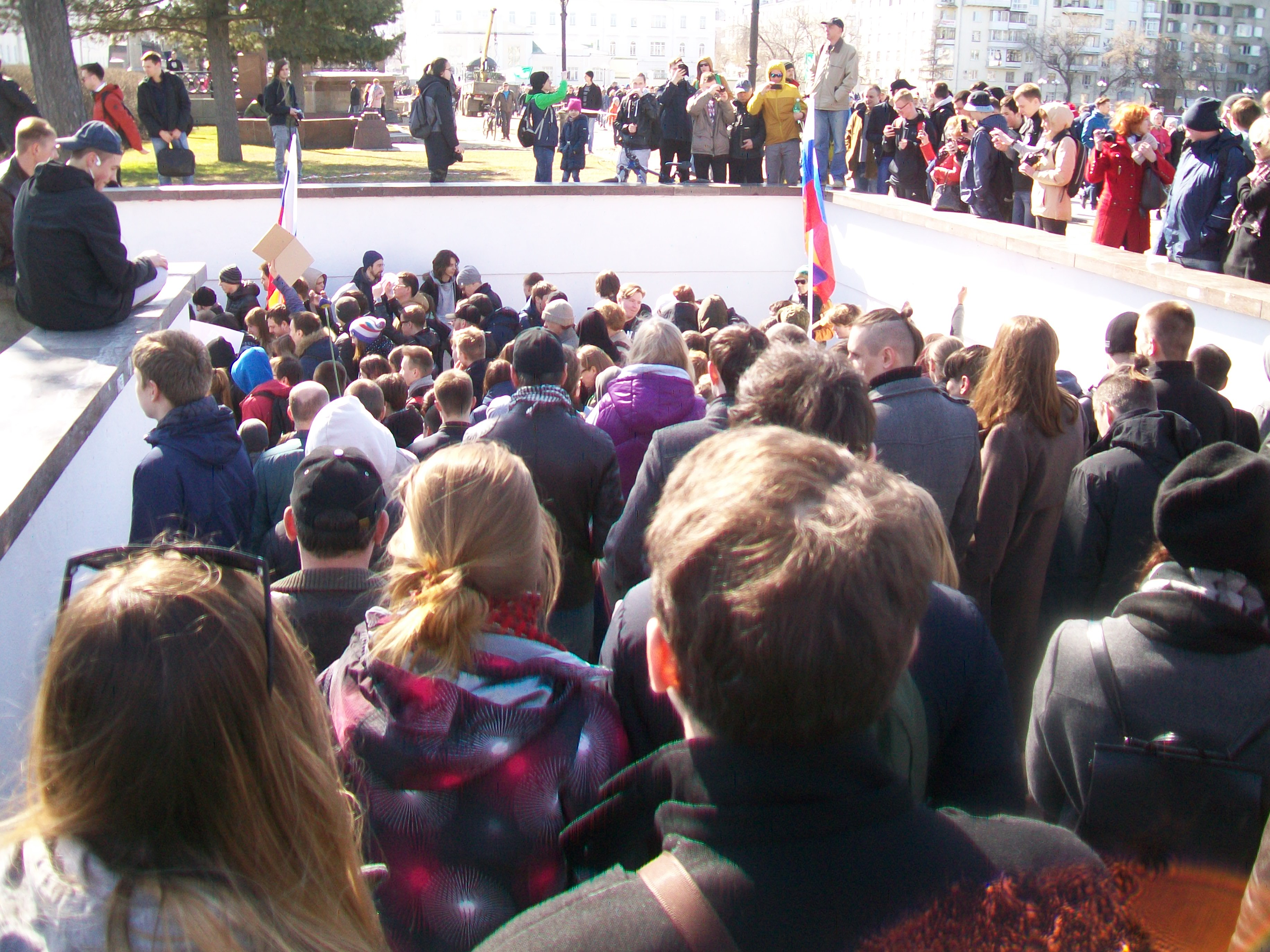
Protestní pochod pod heslem „Putin není náš car!“ v Jekatěrinburgu 5. května 2018

V listopadu 2006 byl Putin médii obviněn z odpovědnosti za smrt bývalého důstojníka tajných služeb KGB a FSB, který přeběhl k britské MI6, a pozdějšího ostrého kritika jeho politiky Alexandra Litviněnka.
Putin byl kritizován za autoritářský styl vládnutí, za postup během druhé války v Čečensku, nebo za údajně opulentní životní styl a korupci. V roce 2012 po znovuzvolení Putina ruským prezidentem zasáhly Rusko masivní povolební protesty, které byly největší od rozpadu Sovětského svazu.
Dne 27. února 2015 byl v Moskvě zastřelen neznámým pachatelem Boris Němcov. Stalo se tak dva dny před plánovaným masovým opozičním protestem a 17 dní poté, co Němcov veřejně projevil obavu, že ho „Putin nechá zabít za jeho kritiku role Ruska v ukrajinském konfliktu“. Putin tuto vraždu prohlásil za cílenou provokaci, odsoudil ji a nařídil její důkladné vyšetření a objasnění. V dubnu 2020 zemřelý ruský politolog Alexander Někrasov (pravnuk spisovatele Lva Nikolajeviče Tolstého), který žil v Londýně, uveřejnil v červnu 2019 na serveru katarské televizní stanice Al-Džazíra analýzu tohoto případu. Podle ní neměl Putin vůbec žádný důvod k tomu, aby nařídil tuto vraždu, jak se mnozí komentátoři domnívali. V červenci 2017 byl Čečenec Zaur Dadajev za vraždu Němcova odsouzen k dvaceti letům vězení. Jeho čtyři spolupachatelé dostali rovněž dlouhodobé tresty odnětí svobody.

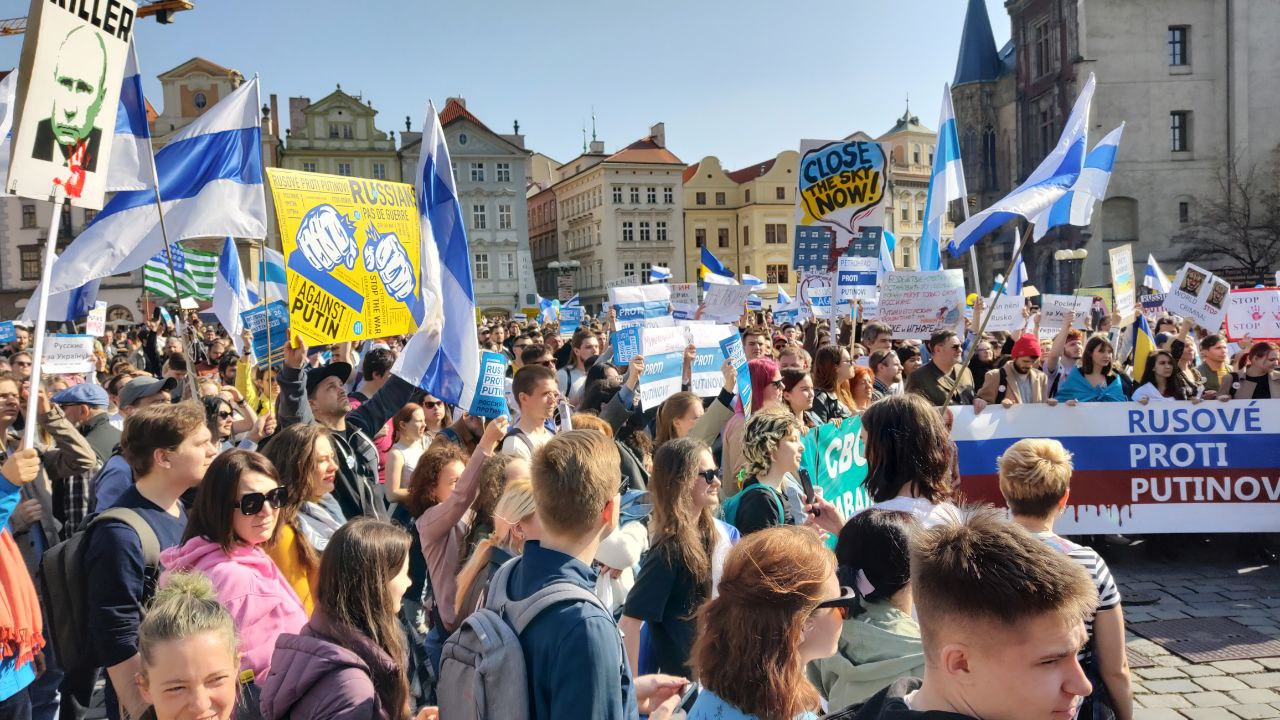
Protest Rusů žijících v Česku proti válce na Ukrajině 26. března 2022

Podle prvního průzkumu, který provedla v květnu 2019 ruská agentura VCIOM, důvěra Rusů v Putina klesla k tomuto datu na 31,7 %, což mělo být nejméně od roku 2006. Mezi důvody takového poklesu popularity byly uváděny „únava z prezidenta“, ekonomické problémy Ruska nebo důchodová reforma, kterou byl zvýšen věk občanů pro odchod do důchodu. Zároveň však podle stejného průzkumu 66 % respondentů schvalovalo Putinovu politiku; nad tímto nesouladem údajů vyjádřil Putinův mluvčí Peskov podivení. Agentura VCIOM následně upravila svoji metodiku a v opakovaném průzkumu zjistila, že prezidentovi důvěřuje 72,3 % dotázaných lidí, což se blížilo tehdejším zjištěním jediné nezávislé sociologické agentury v Rusku zvané Levada.
Podle průzkumu, který provedla později – v květnu 2020 – jmenovaná sociologická agentura Levada, prezidentovi důvěřovalo 59 % dotázaných lidí. Na dotaz, kterému politikovi důvěřují nejvíce, uvedlo Putina pouze 23 % dotázaných. 45 % dotázaných Rusů podle tohoto průzkumu podpořilo protivládní protesty v Chabarovsku na ruském Dálném východě, které vyvolalo zatčení gubernátora Chabarovského kraje Sergeje Furgala kvůli podezření z podnícení vražd dvou podnikatelů před několika lety.
Putin a jeho politika jsou populární zejména mezi starší generací Rusů, zatímco mezi mladšími Rusy má nižší podporu. V lednu 2019 byla Putinova popularita mezi mladými Rusy na úrovni 32 %. V prosinci 2020 vyjádřilo Putinovi podporu pouze 20 % Rusů ve věku 18–24 let.

### Kritika během ukrajinské krize

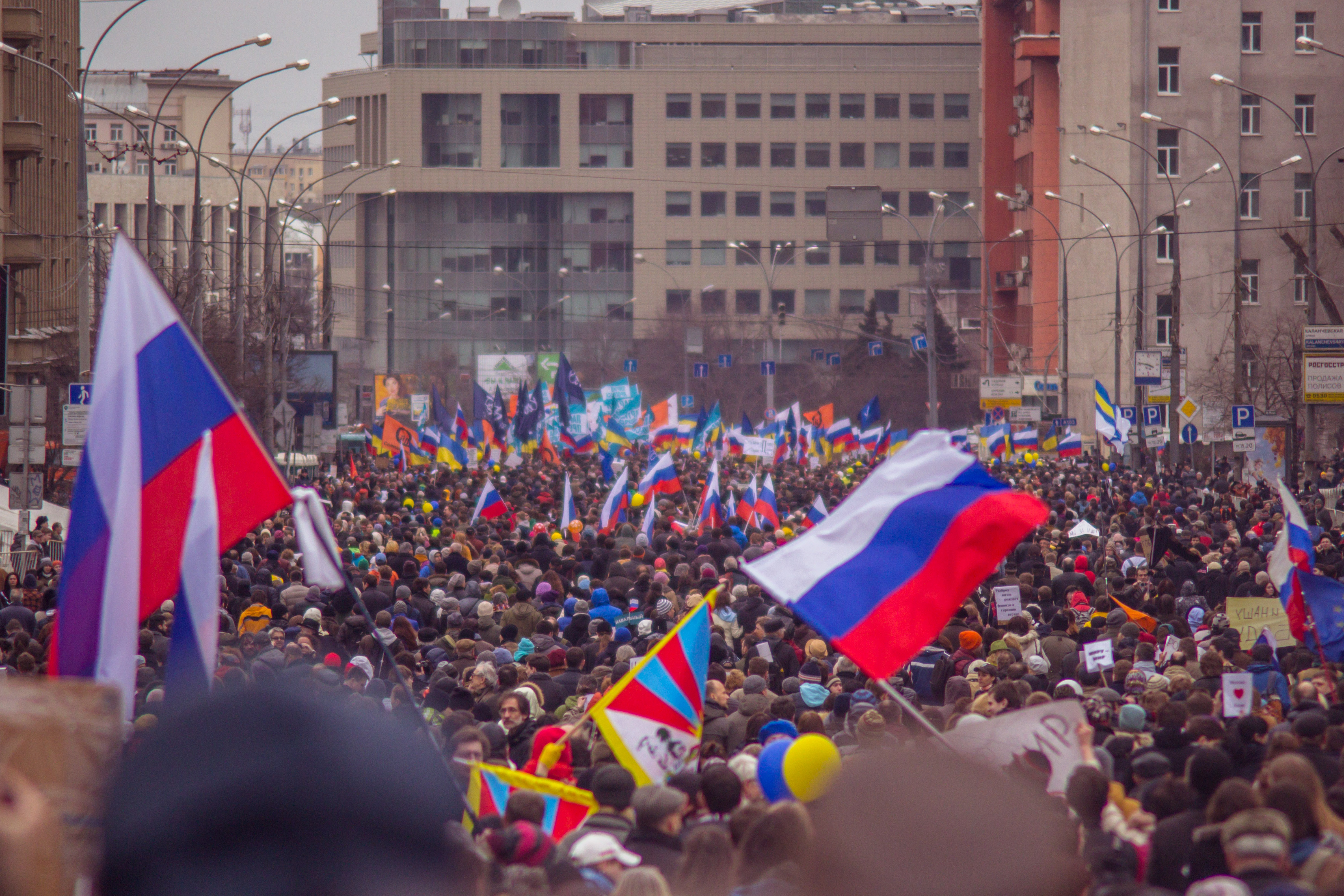
Demonstranti protestující v Moskvě proti anexi Krymu, 15. března 2014

V souvislosti s ukrajinskou krizí a později ruskou vojenskou intervencí na Ukrajině začali fotbaloví fanoušci SK Metalist Charkov a FK Šachtar Doněck při pochodu Charkovem v březnu 2014 během společného zápasu veřejně prozpěvovat píseň Putin chujlo! s velmi negativním a vulgárně urážlivým vyzněním. Popěvek se (i jako pouhé úsloví) záhy stal populárním u odpůrců Putina především na Ukrajině. Část veřejnosti postup Ruska v souvislosti s Ukrajinou přirovnávala k postupu nacistického Německa v českém pohraničí při anexi Sudet. Putina přirovnávala k Hitlerovi a přezdívala mu Putler. Postup Ruska na Ukrajině byl také přirovnáván k turecké okupaci Severního Kypru v roce 1974.
Bývalý americký poradce pro národní bezpečnost a poté státní sekretář (ministr zahraničních věcí) Henry Kissinger, který působil v administrativě prezidenta USA Richarda Nixona, kritizoval začátkem března 2014 „démonizaci Putina“ v západních médiích. Podle něj není tato démonizace cílenou politikou Západu, ale naopak absencí politiky. Podle Kissingera nesou vinu za rozpoutání ukrajinské krize jak Západ tak ruský prezident Putin, protože se obě strany snažily přetáhnout Ukrajinu plně do sféry svého vlastního vlivu a ignorovaly skutečnost, že Ukrajina je rozdělená na proruský východ země a na proevropský západ Ukrajiny.
Prezident Putin se po referendu o připojení Krymu k Rusku mnohokrát odvolával na kosovský precedens a na rozhodnutí Mezinárodního soudního dvora v Haagu z roku 2010, podle kterého nebylo jednostranné vyhlášení nezávislosti Kosova na Srbsku v únoru 2008 porušením mezinárodního práva. Ruský opoziční politik a jeden z vůdců protivládních protestů v Rusku v letech 2012–2013 Vladimir Ryžkov vyslovil právnické pochybnosti o uznatelnosti tohoto aktu.

#### Žádost o obvinění z vlastizrady, výzva k rezignaci

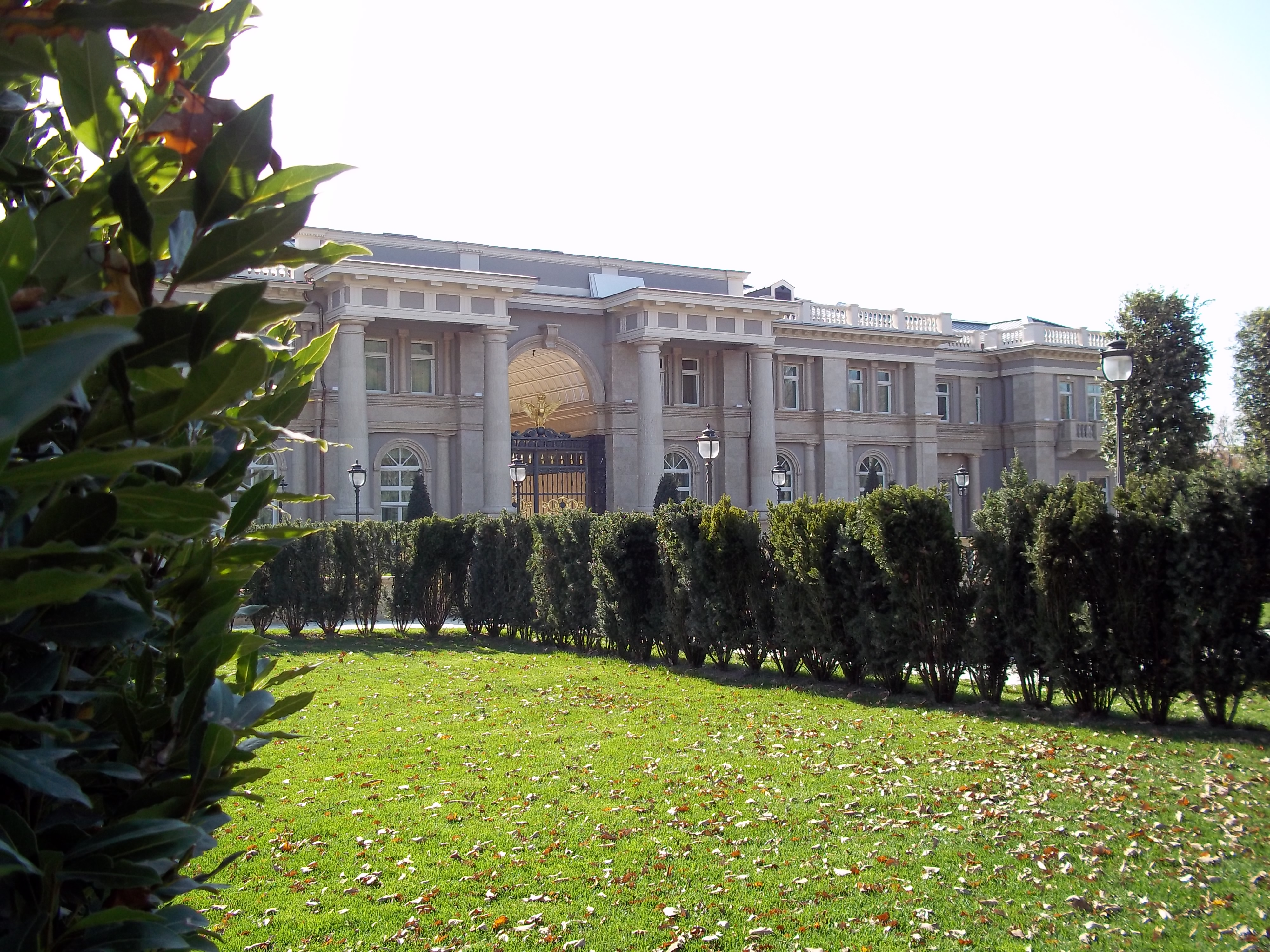
Putinův palác v Gelendžiku

Začátkem září 2022 skupina zastupitelů petrohradské čtvrti Smolninskij vyzvala Státní dumu k obvinění Putina z vlastizrady. Požaduje také, aby byl zbaven funkce prezidenta. Zastupitelé uvedli, že Putinovo rozhodnutí napadnout Ukrajinu vedlo k masivním ztrátám na životech, změnilo bezpočet ruských mužů na invalidní veterány, zbrzdilo národní hospodářství a urychlilo rozšiřování NATO na východ. Následně proti nim bylo zahájeno řízení „kvůli akcím zaměřeným na diskreditaci současné ruské vlády“. Obdobně jako zastupitelé z Petrohradu se vyjádřili představitelé okresní rady v moskevském Lomonosovsku, kteří vyzvali Putina k rezignaci.
V březnu 2023 na něj Mezinárodní trestní soud v Haagu vydal zatykač. Viní ho z útoku na ukrajinskou civilní infrastrukturu i únosů ukrajinských dětí. Zatykač zkomplikoval možnost osobní účasti Vladimira Putina na summitu uskupení BRICS v srpnu 2023, protože Jihoafrická republika má povinnost jej zatknout. Po dohodě mezi Ruskem a Jihoafrickou republikou Putina na summitu zastoupil ruský ministr zahraničí Sergej Lavrov.

### Volební podvody
Průzkum státní sociologické agentury VCIOM dne 4. března 2024 zjistil, že Putina by volilo v prezidentských volbách 56.2 % dotázaných Rusů. Putin zvítězil se ziskem více než 88 % hlasů v březnu 2024 v prezidentských volbách, které provázely masivní volební podvody. Dva ruští regionální představitelé, kteří si přáli zůstat v anonymitě, uvedli pro nezávislý ruskojazyčný zpravodajský server Meduza, že regionálním správám bylo z Kremlu nařízeno, aby dosáhly minimálně 80 % hlasů pro Putina při účasti přes 70 %. V Čečensku Putin získal 98,99 % hlasů. Podle výpočtů ruskojazyčného portálu Novaja gazeta Jevropa, který použil Špilkinovu metodou umožňující odhalit anomálie v celkovém počtu hlasů, Putin získal nejméně 31,6 milionu hlasů podvodem. Zpravodajský server Meduza odhadl, že Putin získal podvodem asi 22 milionů hlasů.

### Putinův palác
V lednu 2021 Fond boje s korupcí založený opozičním politikem Alexejem Navalným zveřejnil zprávu o luxusním sídle na pobřeží Černého moře, tzv. Putinově paláci. Oficiálním vlastníkem je kypersko-ruský podnikatel Alexander Ponomarenko, ve skutečnosti podle fondu rezidenci ale vlastní prezident Putin. Rezidence podle Navalného stála 100 miliard rublů (asi 29 miliard korun) a její výstavbu umožnilo promyšlené korupční schéma.

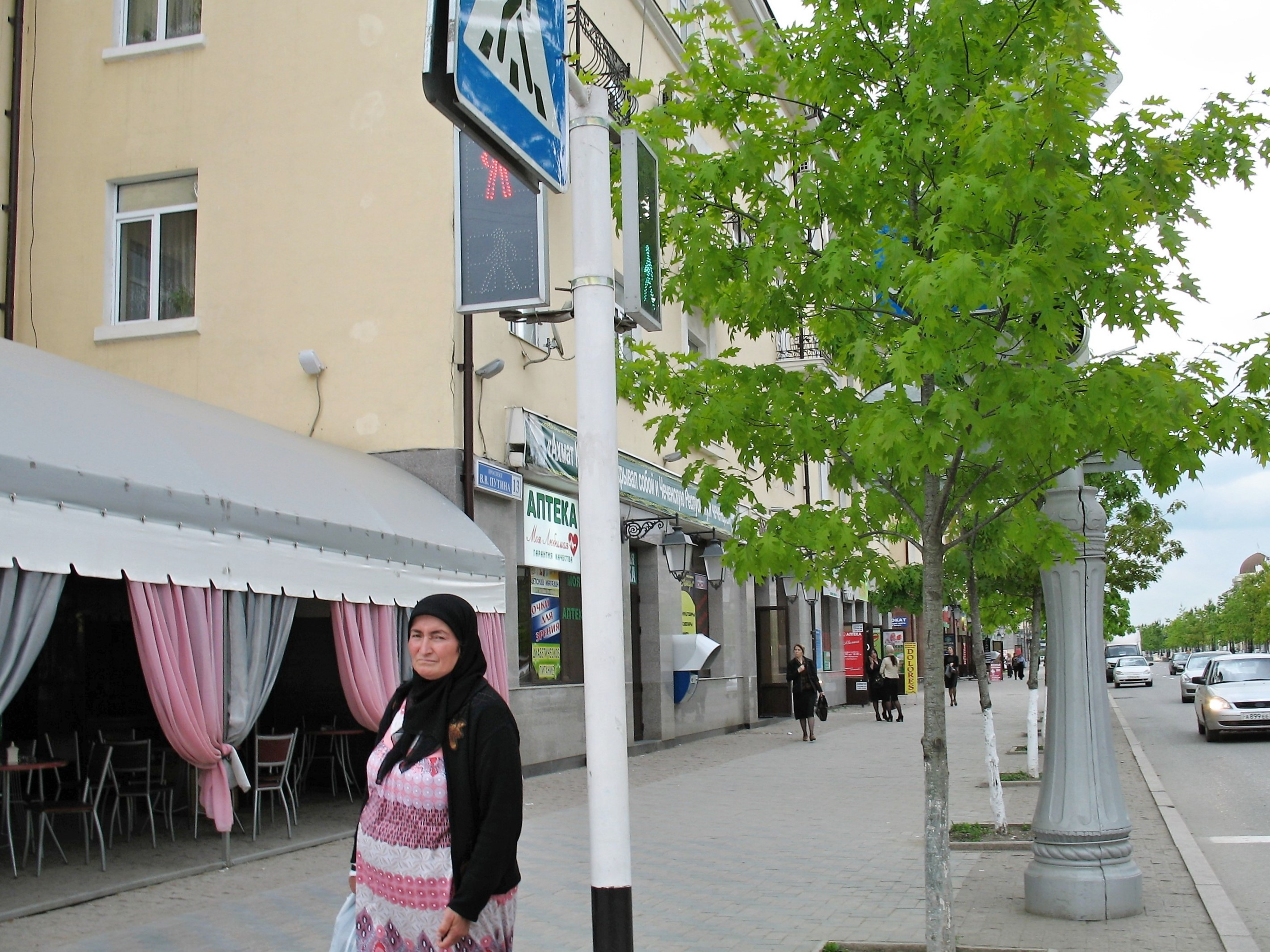
Groznyj, prospekt V. V. Putina

## Místa, pojmenovaná po Vladimíru Putinovi
- Pik Vladimira Putina  – do roku 2011 bezejmenný vrchol (4446 m n. m.) v západní části pohoří Ťan-šan v Kyrgyzstánu
- Prospekt V. V. Putina – jedna z velkých tříd v centru čečenského hlavního města Groznyj, Severokavkazský federální okruh, Rusko
- Ulica V. Putina – ulice ve městě Tver, správním středisku stejnojmenné oblasti v Rusku
- Ulica V. V. Putina – ulice v obci Chadžalmachi v Levašinském okrese v Dagestánu, Severokavkazský federální okruh, Rusko